# Zweite Wiener Türkenbelagerung
Wien – Kahlenberg – Párkány – Gran I – Waitzen (Vác) –  Ofen I – Gran II – Neuhäusel (Nové Zámky) – Eperies – Ofen II – Mohács (Harsány) – Belgrad I – Derbend – Pataczin – Nisch – Belgrad II – Szlankamen – Belgrad III – Peterwardein – Lippa (Lipova)  – Lugos (Lugoj) – Temesvár – Olasch (Bega) – Zenta
Die Zweite Wiener Türkenbelagerung oder Zweite Wiener Osmanenbelagerung im Jahr 1683 war – wie die erste von 1529 – ein erfolgloser Versuch des Osmanischen Reichs, Wien einzunehmen. Sie dauerte vom 14. Juli bis zum 12. September, als ein von Polens König Johann III. Sobieski befehligtes Entsatzheer die osmanische Armee des Großwesirs Kara Mustafa Pascha in der Schlacht am Kahlenberg zum Rückzug zwang.
Unter dem Stadtkommandanten Ernst Rüdiger von Starhemberg wurde Wien, damals Residenzstadt des römisch-deutschen Kaisers, zwei Monate lang gegen ein rund 120.000 Mann starkes Belagerungsheer verteidigt. Zum Entsatz der Stadt verbündeten sich erstmals Truppen des Heiligen Römischen Reiches mit solchen aus Polen-Litauen. Weitere Unterstützung leisteten die Republik Venedig und der Kirchenstaat.

## Ausgangssituation

Osmanisches Reich 1683

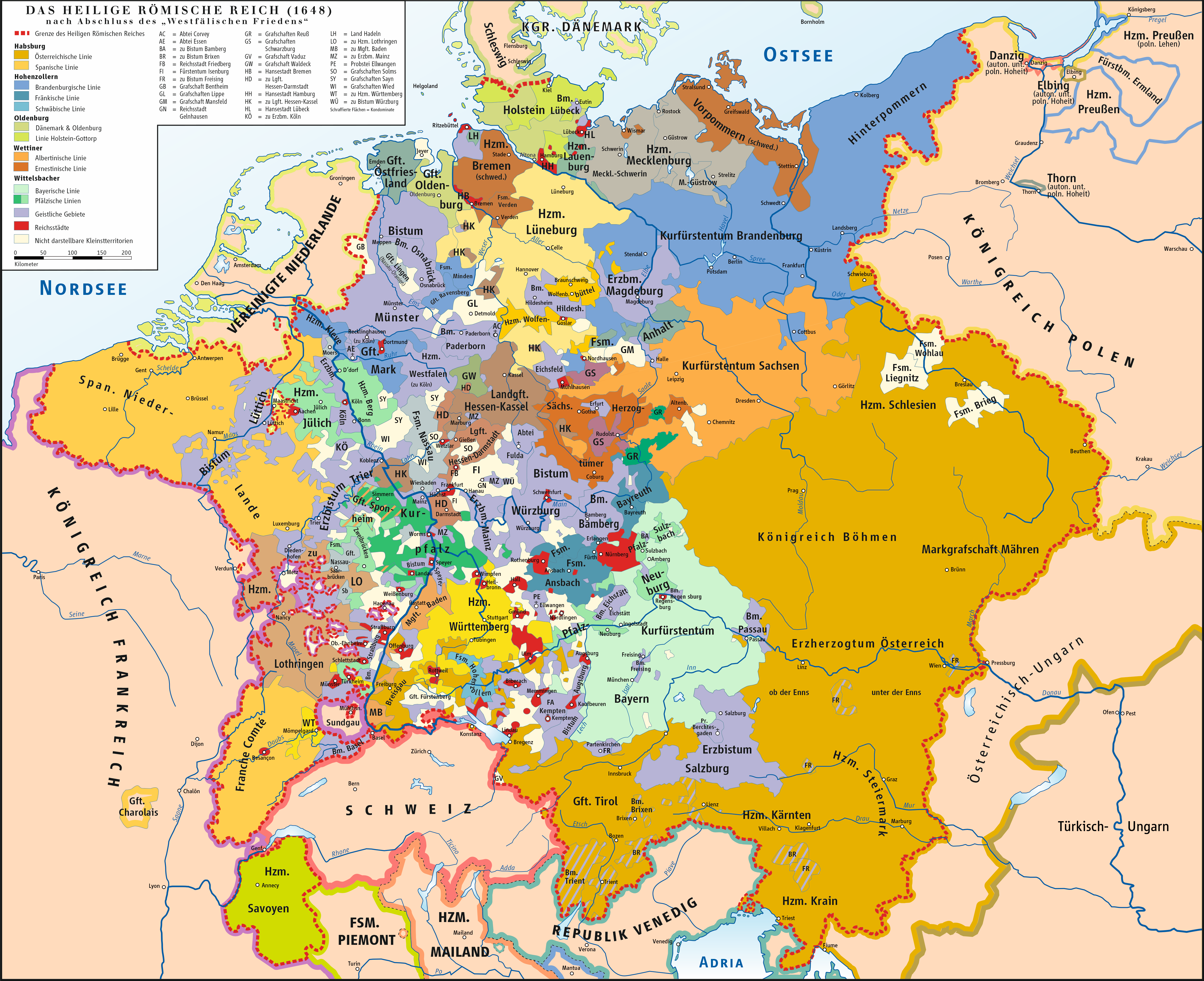
Heiliges Römisches Reich 1648

Die Expansionspolitik der Osmanen hatte bereits ihren Höhepunkt erreicht. Der größte Teil des Königreichs Ungarn unterstand ab 1541 der osmanischen Kontrolle, teils direkt (Zentralungarn), teils als Vasall (Fürstentum Siebenbürgen); die unterworfenen ungarischen Gebiete lieferten – da vertraglich dazu verpflichtet – Geld und teilweise auch Truppen. Der Goldene Apfel, wie die Osmanen Wien zu dieser Zeit nannten, schien ihnen zum Greifen nahe.
1672 überfielen die Osmanen die damals zu Polen-Litauen gehörende Rechtsufrige Ukraine, eroberten die Festung Kamieniec Podolski und stießen bis Lemberg in Galizien vor. Das durch innere Konflikte zerrissene, besonders durch die Kriege der „Blutigen Sintflut“ zerrüttete und militärisch geschwächte Land schloss im Vertrag von Buczacz einen Vorfriedensvertrag. In diesem Abkommen verpflichteten sich die Polen, Podolien mit Kamieniec Podolski sowie die Rechtsufrige Ukraine an die Saporoger Kosaken unter Hetman Doroschenko, die osmanische Vasallen waren, abzutreten. Zusätzlich verpflichtete sich das Land, einen jährlichen Tribut an den osmanischen Sultan zu leisten. Die Verweigerung der Ratifikation des Buczaczer Vertrages durch den polnischen Reichstag führte zum Ausbruch erneuter Kriegshandlungen. 1673 führten die Polen unter ihrem Feldmarschall Johann (Jan) III. Sobieski wieder ein Heer gegen die Osmanen und schlugen sie bei Chotyn.
Dennoch setzte sich der Krieg in den nächsten Jahren mit unverminderter Härte fort. Nach wechselvollen Kämpfen wurde der Osmanisch-Polnische Krieg schließlich 1676 im Vertrag von Żurawno zu vorteilhafteren Bedingungen für die Polen als im Vertrag zu Buczacz beendet. Die Osmanen blieben dennoch weiter eine Bedrohung für Polen.
Das Heilige Römische Reich unter dem Habsburger Kaiser Leopold I. war durch Religionskriege und den Dreißigjährigen Krieg zerrüttet sowie durch die Pestepidemie von 1679 geschwächt. Im königlichen Ungarn hatten die katholischen Habsburger außerdem den protestantischen Adel lange unterdrückt. Dieser erhob sich schließlich 1678–1682 im Kuruzen-Aufstand unter der Führung von Emmerich Thököly gegen den Kaiser.
Die Habsburger standen in einem Zweifrontenkrieg gegen Frankreich unter Ludwig XIV. im Westen und gegen die Osmanen unter Sultan Mehmed IV. im Südosten. Ludwig XIV. war für die Eskalation maßgeblich verantwortlich und munterte die Osmanen zu einem begrenzten Feldzug gegen die westungarischen Festungen auf.

### Strategische Bedeutung Wiens
Wiens wirtschaftliche Bedeutung war in seiner Lage am Schnittpunkt zweier wichtiger Handelswege begründet, der Donau und der Bernsteinstraße. Aufgrund ihrer Lage zwischen Alpen und Karpaten galt die Stadt als Vorposten des christlichen Abendlandes. Damit hatte Wien eine große Bedeutung für die Osmanen, die es als ‚Tor nach Westeuropa‘ ansahen.
Zum angrenzenden, durch ausgedehnte Ebenen geprägten Ungarn hin war es nur schwer zu verteidigen, durch die Donau vom restlichen Heiligen Römischen Reich im Norden abgeschnitten ebenso schwer militärisch zu unterstützen. Wien verfügte allerdings über eine eigene große Donauflotte, die eigenen Nachschub und den Transport schwerer Artillerie ermöglichte.

### Festung Wien

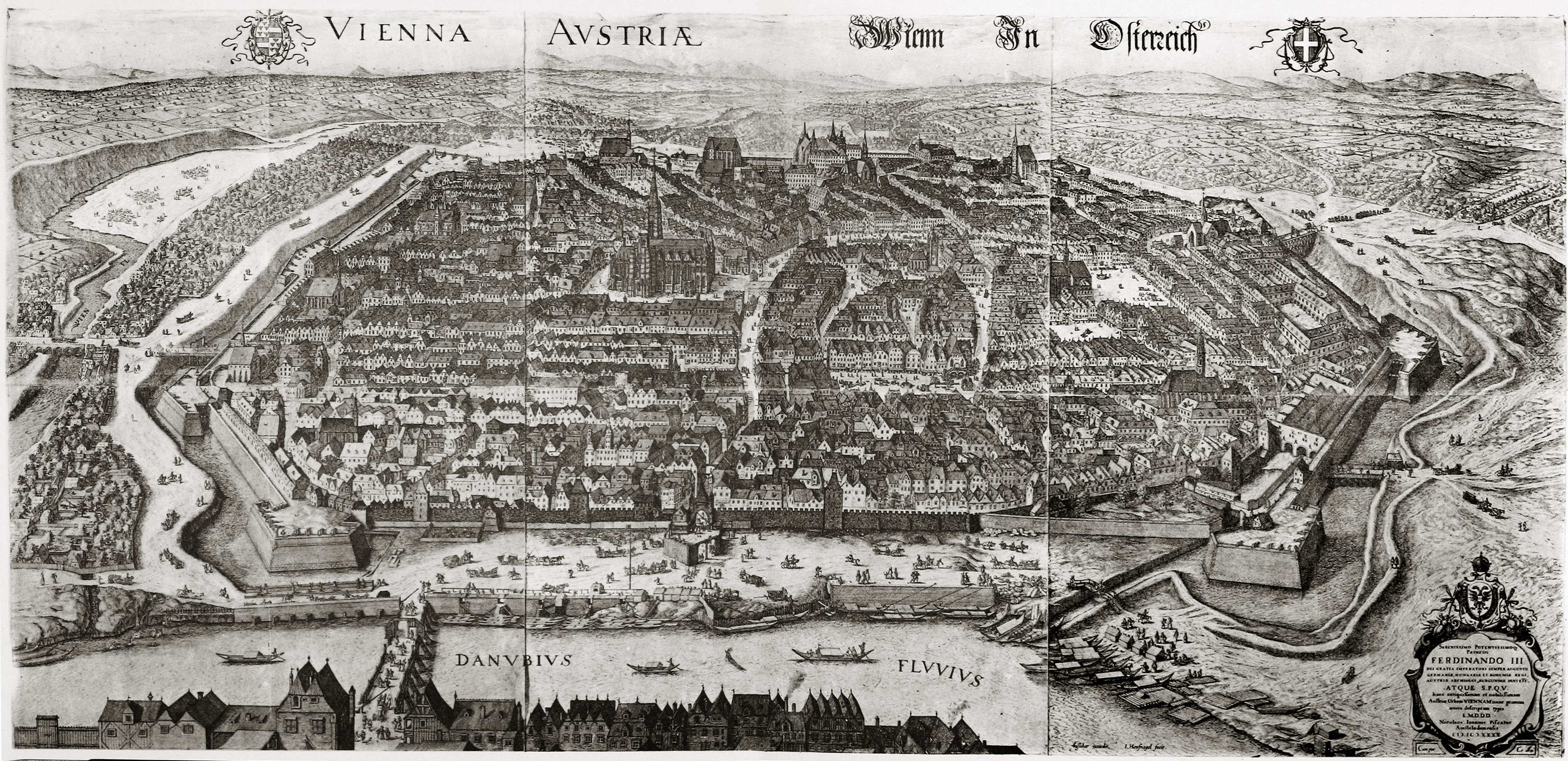
Das befestigte Wien um 1609/1640, hier noch ohne den Ravelin
(Radierung von Jacob Hoefnagel 1609, Claes Janszoon Visscher 1640)

Nach der ersten Wiener Türkenbelagerung wurden im Jahre 1548 die Stadtmauern, die 1194 mit Hilfe der Lösegelder für Richard Löwenherz gebaut worden waren, dem aktuellen militärtechnischen Stand angepasst. Italienische Festungsbauer errichteten eine Festung, die den damals aktuellen Standards entsprach. Nach dem Dreißigjährigen Krieg wurde die Festung aus der altitalienischen Manier in die neuitalienische Manier erweitert. An der besonders kritischen Stelle zwischen Schottenbastei und Augustinerbastei, in der der Graben nicht mit Wasser gefüllt war, errichtete man vier Ravelins, die bis 1672 fertig gebaut waren. Die Kontereskarpe als vorderer Rand des Grabens wurde mit einem gedeckten Weg ausgebaut.
Die Burgbastei (der linke Flügel der Verteidiger, der rechte Flügel der Angreifer) war ein regelmäßiges Viereck mit je neun Kanonen, aber sie verfügte über keine Minenanlage. Hinter der Burgbastei befand sich der Kavalier, die Spanierbastei, eine überhöhte Artilleriefestung. Die Löwelbastei (der rechte Flügel der Verteidiger, der linke Flügel der Angreifer) war kleiner als die Burgbastei, und dahinter nahm der Kavalier, genannt die „Katze“, nochmals Platz weg.
Die über 200 Meter lange Stadtmauer zwischen den Basteien war zu lang für einen wirksamen Kartätscheneinsatz. Dazu kam, dass der Ravelin etwas zu weit in den Graben vorgeschoben und etwas zu hoch gebaut war, so dass der Artilleriebeschuss im Graben hinter dem Ravelin von den Basteien nur eingeschränkt möglich war. Die ersten Häuser der Vorstadt waren nur 200 Meter von der Stadtmauer entfernt, außerdem konnte das Glacis in den letzten Tagen vor der Belagerung nicht mehr eingeebnet werden.

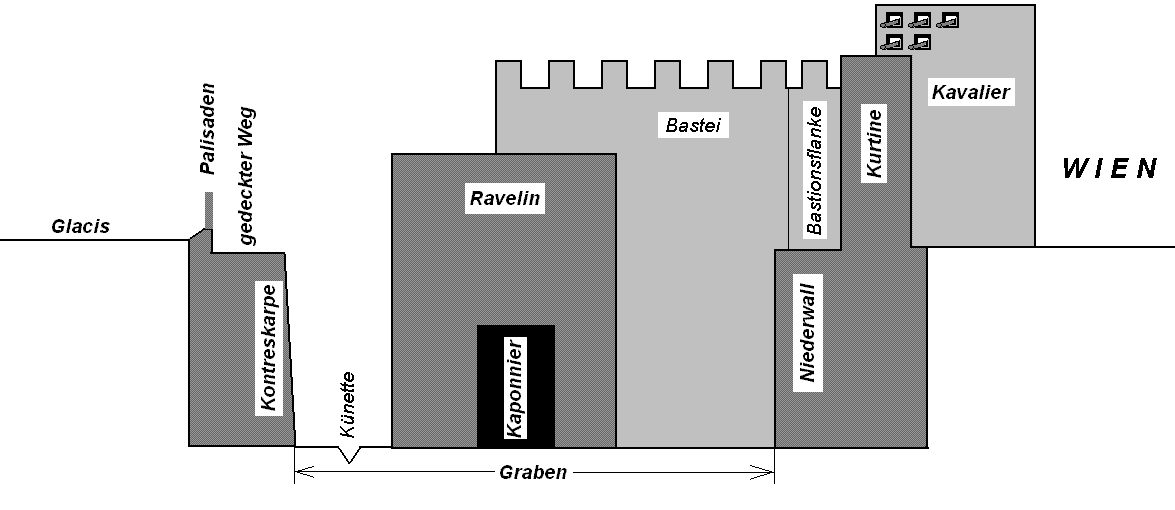
Querschnitt der Wiener Stadtmauern

Im Minenkrieg um Wien waren die Osmanen mit 5000 Mineuren eindeutig im Vorteil. Sie hatten nicht nur mehr Material und Personal, sondern auch mehr Erfahrung im Minenkrieg. 1682, nach Scheitern der Friedensverhandlungen zwischen Kaiser Leopold I. und den Osmanen, warb der Kaiser den Festungsbaumeister Georg Rimpler an und stellte ihn als Ingenieur und Oberstleutnant in den Dienst. Georg Rimpler verstärkte die Kontereskarpe, baute zwischen dem Ravelin und den Basteien Kaponniere, und hinter ihnen an der Kehle zwischen Kurtine und Bastei wurde der Niederwall angelegt. Er ließ Palisaden vor dem Gedeckten Weg aufstellen und empfahl das Ausheben einer Künette im Graben. Er erkannte richtig, dass zwischen Burg- und Löwelbastei der Hauptangriff der Osmanen stattfinden sollte. Er stellte Bergleute aus Tirol, Niederländer und Lothringer zu diesem schwierigen Dienst ein, und auch Frauen wurden anfangs eingesetzt.

## Vorgeschichte

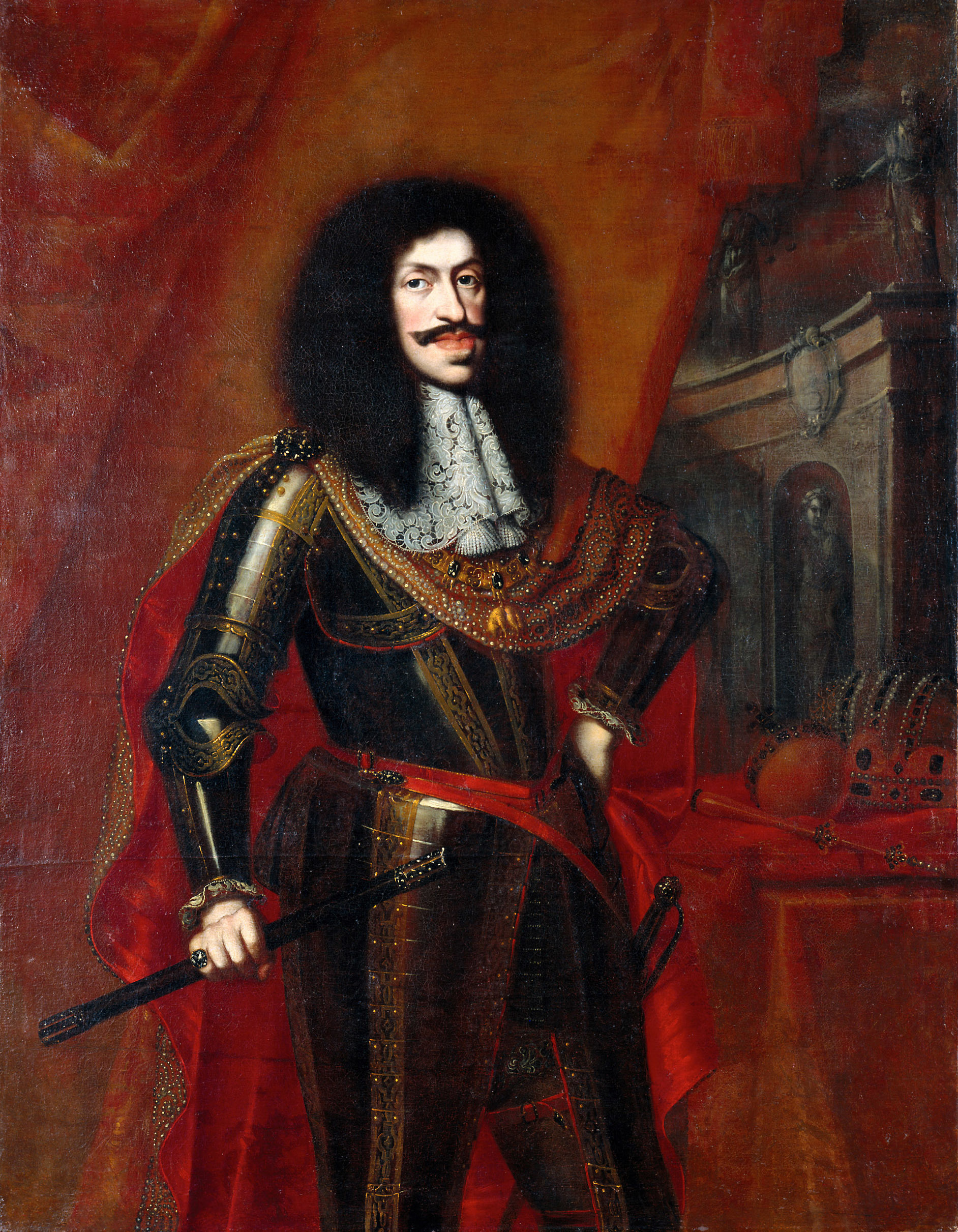
Kaiser Leopold I.

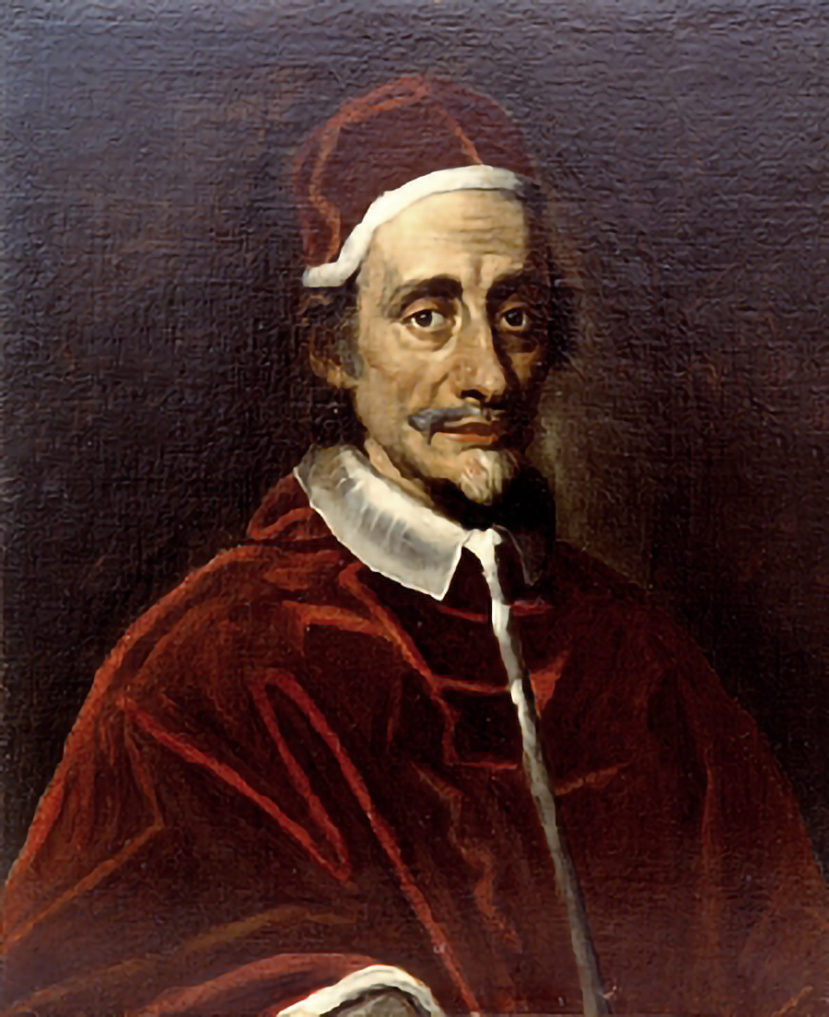
Papst Innozenz XI.

### Politische und Militärische Bündnisse
Am 10. August 1664 hatten Kaiser Leopold I. und der Großwesir Ahmed Köprülü in Eisenburg/Vasvár einen 20 Jahre währenden Friedensvertrag abgeschlossen. Eine Verlängerung dieses Friedensvertrages kam 1682 nicht zustande. Am 26. Jänner 1683 schloss Leopold I. ein Defensivbündnis mit Bayern gegen Frankreich und das Osmanische Reich. Am 31. März sammelte sich die Osmanische Armee bei Adrianopel (heute Edirne) mit 168.000 Mann und 300 Geschützen und es folgte eine Kriegserklärung an das Heilige Römische Reich und Polen. Darin hieß es: Wir sind im Begriffe, Dein Ländchen mit Krieg zu überziehen (...). Vor allem befehlen wir Dir, uns in Deiner Residenzstadt zu erwarten, damit wir Dich köpfen können (...) und das allerletzte Geschöpf Gottes, wie es nur ein Giaur [Ungläubiger] ist, von der Erde verschwinden lassen; Wir werden Groß und Klein zuerst den grausamsten Qualen aussetzen und dann dem schändlichsten Tod übergeben.
Am selben Tag gelang es Papst Innozenz XI., den polnischen König Jan Sobieski und Kaiser Leopold I. zu einem Defensivbündnis zu überreden. Innozenz XI. unterstützte das Bündnis und den Kampf gegen die Osmanen mit 1,5 Millionen Gulden. Es wurde folgender Vertrag unterzeichnet:
1. Der Kaiser des Heiligen Römischen Reiches soll jährlich während des Türkenkrieges 60.000 Mann und die Krone Polens 40.000 Mann stellen.
2. Wenn der König von Polen selbst am Krieg teilnimmt, übernimmt er die Führung der Truppen.
3. Gegenseitiger Beistand bei der Belagerung von Krakau oder Wien.
4. Beide Seiten sollen christliche Verbündete suchen und diese in die Allianz einladen.
5. Der Kaiser zahlt an die polnische Krone 200.000 Reichstaler.
6. Alle Steuern (300.000 Reichstaler) der venetianischen Kirchen in der Lombardei werden für ein Jahr als Sold der polnischen Soldaten für den Türkenkrieg verwendet.
7. Der Kaiser übernimmt alle Schulden der Polen gegenüber Schweden aus dem letzten schwedischen Krieg und verzichtet auf alle Schulden gegenüber Österreich.
8. Kein Allianzpartner macht ohne Einverständnis des anderen Waffenstillstand oder Frieden mit den Osmanen.
9. Seine kaiserliche Majestät, die Krone Polens und die Kardinäle Pio und Barberini schwören einen heiligen Eid auf diesen Vertrag.
10. Von beiden Seiten sollen kriegskundige Ratgeber abgestellt werden, die der anderen Seite die Notwendigkeit zur Aufstellung eines Heeres übermitteln.
11. Eroberte Gebiete in Ungarn gehören seiner kaiserlichen Majestät, eroberte Gebiete in der Walachei und der Ukraine gehören Polen.
12. Diese Allianz geht auch an die Erben und Nachfolger des Römischen Kaisers über.

### Osmanischer Vormarsch

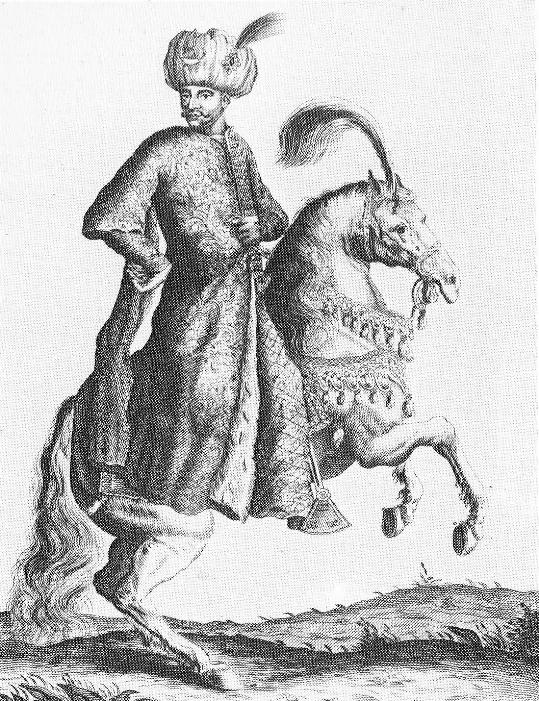
Sultan Mehmed IV.

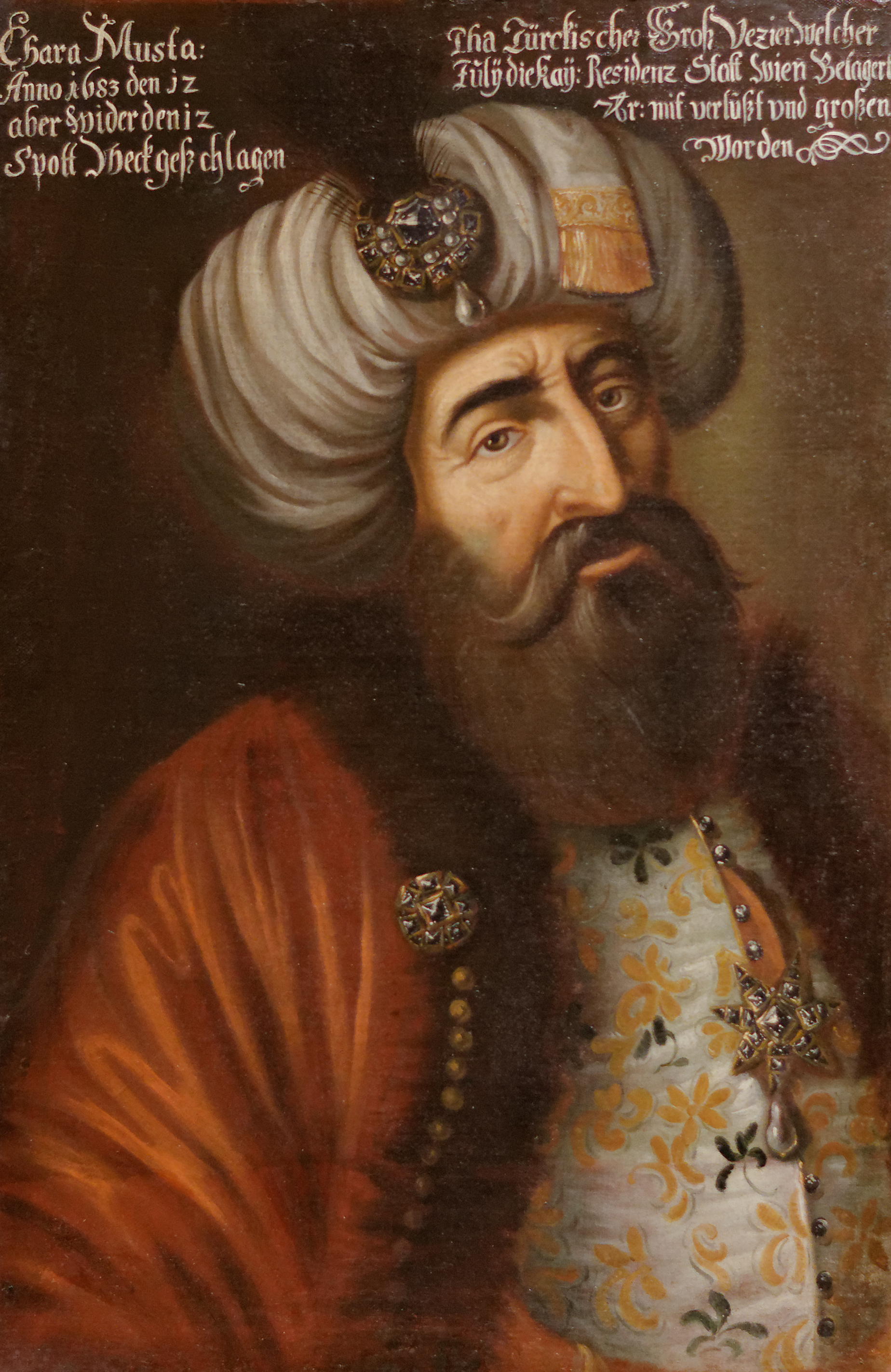
Kara Mustafa Pascha

Am 3. Mai erreichte die osmanische Armee Belgrad. Sultan Mehmed IV. übertrug den Oberbefehl seinem Großwesir Kara Mustafa Pascha. Der Großwesir erhielt durch die ungarische Opposition unter Imre Thököly Unterstützung. Später wurde in Stuhlweißenburg als Ziel des Feldzuges Wien, die Reichshauptstadt des Heiligen Römischen Reiches, bekanntgegeben. Herzog Karl V. von Lothringen versuchte durch die Belagerung bei Neuhäusel die osmanischen Truppen abzulenken, gab aber die Belagerung am 9. Juni auf und zog die österreichischen Truppen nach Raab zurück. Die Osmanen überschritten die strategisch wichtige Brücke bei Esseg am 13. Juni, aber die Brücke war für das schwere Belagerungsgerät zu schwach. Die osmanischen Pioniere bauten eine neue Brücke auf.

### Gefecht bei Petronell
Am 1. Juli trafen die Osmanen bei Raab ein. Die ungarischen Städte Tata, Neutra, Veszprém und Pápa ergaben sich den Osmanen. In Wien ergriff Graf Ernst Rüdiger von Starhemberg die ersten Maßnahmen für die Verteidigung und ließ die Stadtmauern instand setzen. Raab sollte die osmanischen Truppen aufhalten und zermürben, aber Herzog Karl V. ließ nur eine verstärkte Besatzung in Raab und setzte sich mit seinen Truppen Richtung Wien ab. Die Osmanen folgten ihm. Schon am 4. Juli standen die Osmanen an der österreichischen Grenze. Drei Tage darauf ritten 40.000 Krimtataren, sämtlichen Verteidigern im Land um Wien zahlenmäßig doppelt überlegen, in das 40 Kilometer östlich gelegene Petronell. Bei Regelsbrunn stießen sie auf zurückgehende österreichische Savoyendragoner. Nach anfänglicher Verwirrung konnte Karl V. von Lothringen die Truppen zum Kampf aufstellen. An der Spitze seiner Truppen griff er die Tataren an. Unterstützt wurde er von den Generalen Julius Franz von Sachsen-Lauenburg, Francis Taaffe und Rudolf von Rabatta auf dem rechten Flügel und von dem Markgrafen Ludwig Wilhelm von Baden, dann Claudius Florimund Mercy und Nikolaus Pálffy auf dem linken Flügel. Die Tataren wurden mit einem Verlust von 200 Mann in die Flucht getrieben. Die Kaiserlichen verloren etwa sechzig Mann, darunter einen jungen Prinzen von Aremberg und den Oberst Prinz Ludwig Julius von Savoyen, ein Bruder des Prinzen Eugen von Savoyen, infolge einer tödlichen Quetschung durch sein verwundetes Pferd (er starb einige Tage später in Wien). Nach diesen Gefechten verließen Kaiser Leopold I. und die Kaiserfamilie Wien über Korneuburg, Melk und Linz nach Passau. Politisch war die Flucht notwendig, um das Entsatzheer zu organisieren. Mit dem Kaiser verließen auch etwa 80.000 Einwohner die Stadt.

### Vorbereitung auf die Belagerung
Der Feldzeugmeister Graf Ernst Rüdiger von Starhemberg übernahm die militärische Führung in der Hauptstadt. Alle Truppen von Kaiser Leopold I. wurden alarmiert und nach Wien zu Herzog Karl V. an das linke Donauufer beordert. Feldzeugmeister Graf Leslie wurde mit der Infanterie von der Insel Schütt auf dem linken Donauufer in Eilmärschen nach Wien beordert, um die Besatzung von Wien zu verstärken. Tags darauf zog Herzog Karl V. mit seinen Truppen von Schwechat kommend über die Donaubrücken in die Leopoldstadt und Tabor. Dort lagerte er mit seinen Truppen. Die Bewohner der Vorstädte wurden aufgefordert, alles in die Stadt zu schaffen (vor allem Lebensmittel). Am 12. Juli wurden die Vorstädte Wiens (heute 3. bis 9. Wiener Gemeindebezirk) auf Befehl von Graf Starhemberg in Brand gesetzt. Die übriggebliebenen Ruinen boten den Osmanen aber immer noch genug Schutz. Die Bürger und Studenten Wiens wurden für die Verteidigung eingezogen. Munition (1.000 24-pfündige Kugeln) aus Steyr traf über den Wasserweg in Wien ein.
Der Erzbischof Graf Leopold Karl von Kollonitsch, ein Veteran des Malteser-Ordens, hatte um die Stellung des Generalvormunds für Flüchtlinge und Waisen gebeten. Er hatte bereits Erfahrung durch seine Tätigkeit in der Belagerung von Candia gesammelt.
Ferner trug er entscheidend zur Kriegsfinanzierung bei, indem er 600.000 Gulden auf nicht ganz üblichem Wege zusammentrug.
Er beschlagnahmte bspw. alles Bargeld des Erzbischofs von Gran als Primas von Ungarn und ferner dessen Prunkgeschirr und wertvolle Kirchengeräte, welche er einschmelzen ließ und zur Münzprägung verwendete.
Der Erzbischof von Raab wollte für seinen Kriegsbeitrag von 61.000 Gulden 5 % Verzinsung geltend machen. Kollonitsch wies diesen Anspruch zurück. Außerdem organisierte er die Betreuung von 500 durch die Belagerung verwaisten Kindern auf Schloss Mailberg und errichtete wenig später die ersten Militärspitäler.

### Verwüstungen im Burgenland und in Niederösterreich

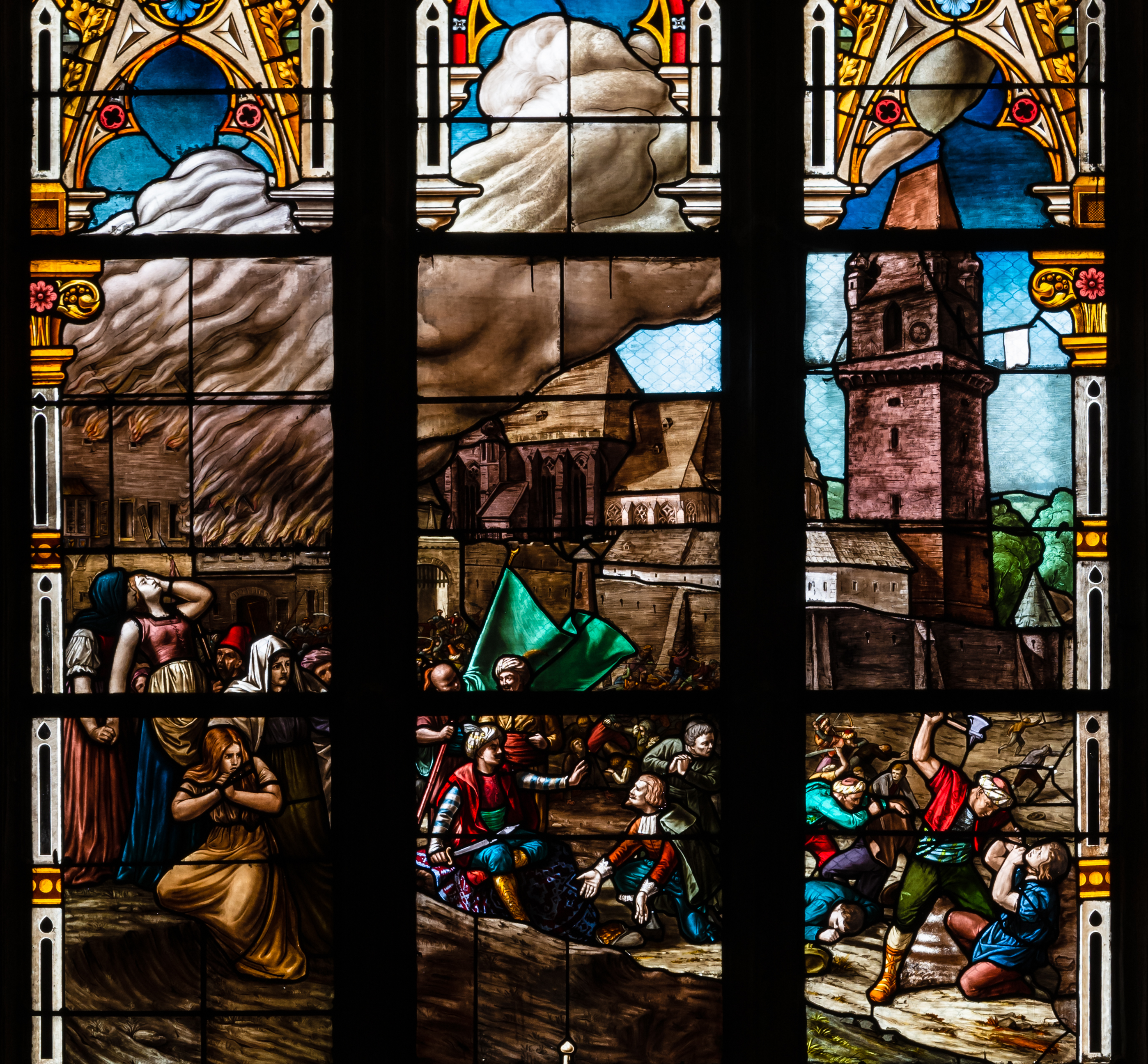
Die Zerstörung von Perchtoldsdorf

Die Verbindung von Wien nach Wiener Neustadt war bereits durch die Tataren unterbrochen. Am 11. Juli eroberten die Osmanen nach drei Tagen Belagerung Hainburg und brannten es nieder. 90 Prozent der Bevölkerung wurden ermordet oder verschleppt. Nicht viel anders erging es den Orten Baden, Schwechat, Inzersdorf und der Favorita bei Wien. Sie wurden in den folgenden Tagen eingenommen und zerstört. Die Bevölkerung von Perchtoldsdorf wurde ebenso getötet und der Ort niedergebrannt, wie in Mödling, wo die Bewohner, die in die St. Othmarkirche flüchteten, in der Kirche umgebracht wurden. In Bruck wurde die Vorstadt von den Bewohnern selbst in Brand gesteckt. Nach vorheriger Weigerung einer Übergabe der Stadt kapitulierten sie ebenso wie bereits vorher Eisenstadt und Ödenburg. Die Stadt musste Kontributionen leisten, unter anderem 50 Wagen Gerste und Mehl für das Lager vor Wien. Am 14. Juli plünderten und verbrannten die Osmanen das Stift Heiligenkreuz.

## Verlauf der Belagerung

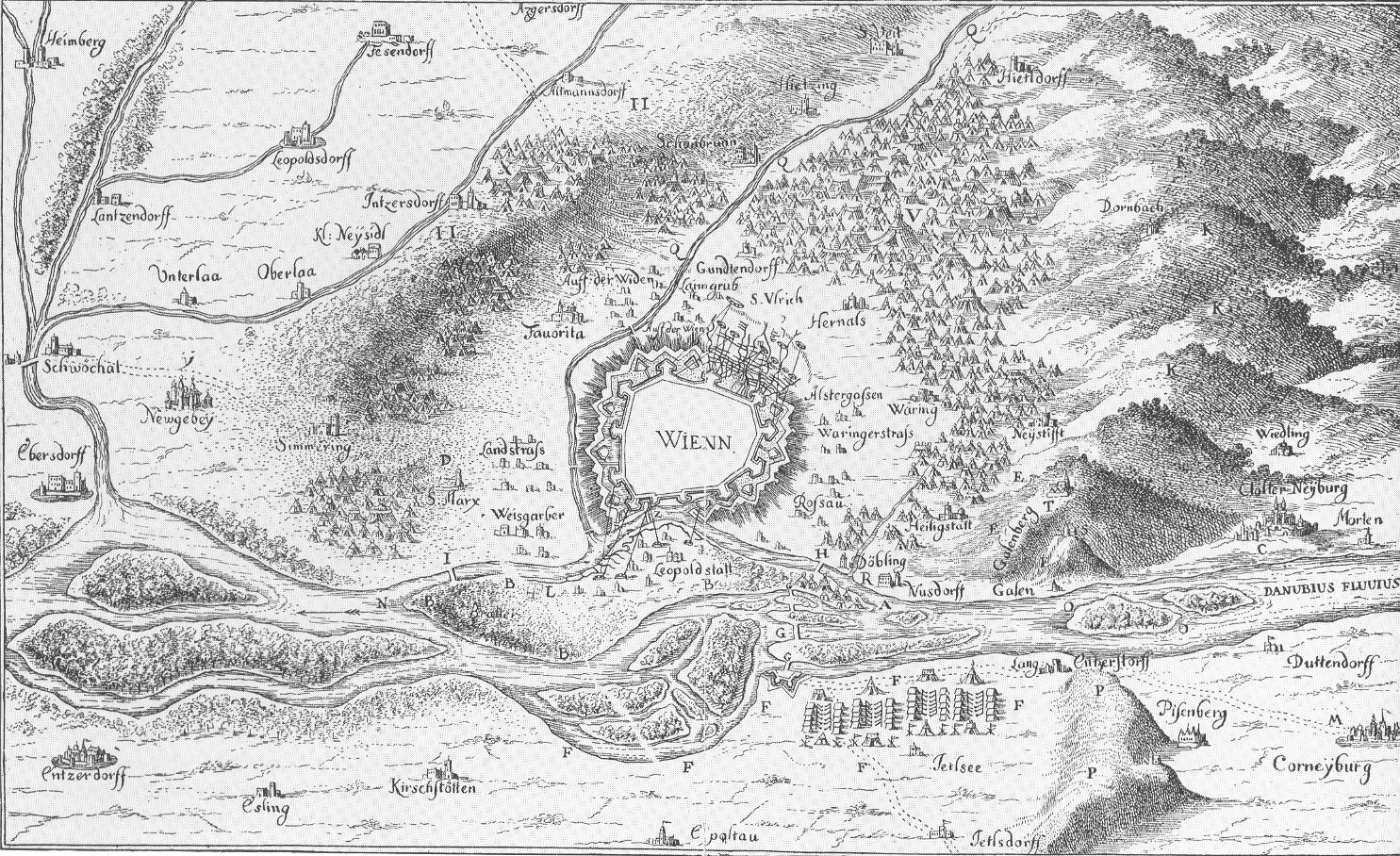
Heereslager Karls V. von Lothringen bei Jedlesee (Norden ≈ Ecke rechts unten)

### Geschütze der Wiener Festung, der Entsatzarmee und der Osmanen
Die Wiener Festung verfügte über 130 Kartaunen und Doppelkartaunen mit einem Kaliber zu 40 Kilogramm. Weiterhin gehörten 11 Kolumbrinegeschütze mit einem Kaliber zu 5 Kilogramm zu dem Arsenal der Festung.
Die am 7. und 8. September 1683 anrückende Entsatzarmee der Kaiserlichen, der Polen, Bayern und Sachsen sowie der südwestdeutschen Fürstentümer führte insgesamt 152 Kartaunen mit sich.
Das osmanische Heer verfügte über 50 Balyemezgeschütze mit einem Kaliber von 13 bis 40 Kilogramm (10 bis 30 Okka), 15 bis 20 Kolumbrinegeschütze (türk. Kolomborna) mit einem Kaliber von 4 bis 11 Kilogramm, 5 Mörser und 120 Sahigeschütze. Größere Geschütze wurden von Großwesir Kara Mustafa nicht mitgenommen, obwohl den Osmanen eine genügende Zahl in ungarischen Festungen zur Verfügung stand.

### Einteilung der osmanischen Truppen
| Abschnitt:            | Links                                 | Mitte                | Rechts                                              |
| --------------------- | ------------------------------------- | -------------------- | --------------------------------------------------- |
| Festungsbauwerk darin | Löwelbastei (eigentlich „Löblbastei“) | Ravelin              | Burgbastei                                          |
| Truppen/Befehlshaber  | Janitscharenkorps Ahmed Pascha        | Rumelinische Truppen | Kara Mehmed Pascha, Wesir Abaza Sari Hüseyin Pascha |

### Juli

#### Belagerungsbeginn

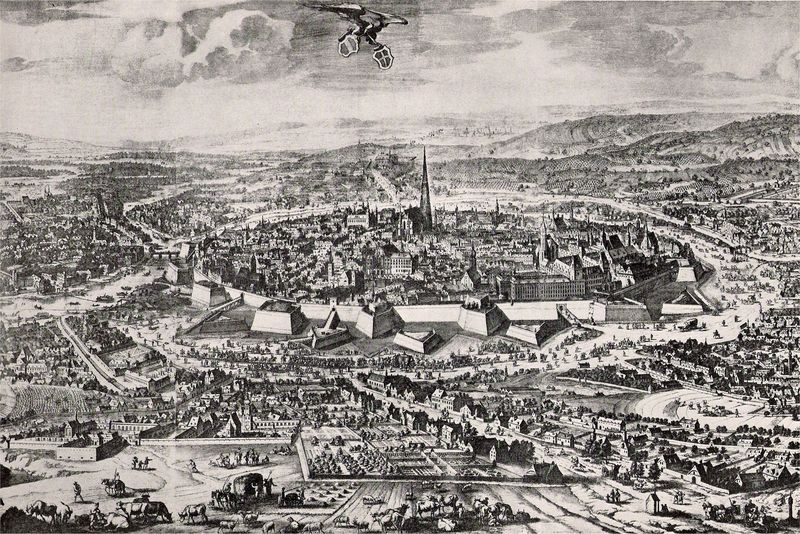
Festung Wien vor der Belagerung (Kupferstich von Folbert van Alten-Allen)

Am 14. Juli erreichten die Osmanen Wien und schlossen es von Süden, Westen und Norden ein. Der Großwesir Kara Mustafa errichtete seine Zeltburg auf der Schmelz. Französische Ingenieure im osmanischen Heer traten für den Angriff auf die Kärntner Bastei ein, nahe am Wienfluss, an deren Abschnitt die Osmanen schon 1529 gescheitert waren. Achmed Bey war osmanischer Ingenieur und entlaufener Kapuziner im Heer von Kara Mustafa. Er hatte bereits 1682 als Mitglied einer Gesandtschaft des ungarischen Rebellen Thököly die Festung Wien ausgekundschaftet. Er riet Kara Mustafa zu einem Angriff gegen die von Georg Rimpler inzwischen vorbereiteten Befestigungen im Südwesten zwischen Burgbastei und Löwelbastei. Der Großwesir bestimmte die Position der Geschützstellungen und den Beginn der Schanzgräben. Er setzte ein Schreiben zur Kapitulation und Übergabe der Stadt auf und ließ es nach Wien bringen. Graf Starhemberg lehnte die Kapitulation ab. Er hoffte mit etwa 11.000 Soldaten und 5.000 Bürgern und Freiwilligen bis zum Entsatz durchzuhalten.
Die Umschließung der Stadt war beim Donaukanal noch nicht vollständig, so dass die Stadt über Inseln in der Donau (heute 2., 20. und Teile des 21. und 22. Bezirks) weiter mit Truppen, Material und Nachrichten hätte versorgt werden können. Daher entsandte am 15. Juli Großwesir Kara Mustafa Truppen unter Hüseyin Pascha, dem Beylerbeyi von Damaskus, mit dem Auftrag, die Stadtbewohner von diesen Inseln zu vertreiben. Da der Donauarm an mehreren Stellen passierbar war und die Inseln niedriger lagen als die Stadt (ein Problem für die Artillerie), zog sich Herzog Karl V. am 16. Juli mit der Kavallerie über die Donau nach Jedlesee zurück, räumte alle Inseln auf der Donau und bezog am linken Donauufer Stellung. Nun umschlossen die Osmanen die Stadt vollständig. Die Leopoldstadt wurde in Brand gesteckt, die Brücken wurden abgerissen. Nach der Eroberung der Leopoldstadt befahl Großwesir Kara Mustafa dem Beylerbeyi von Bosnien, Hizir Pascha, mit seinen Truppen die Leopoldstadt zu sichern und von dort die Beschießung der Stadt aufzunehmen. Am nächsten Tag brachen die Osmanen die letzte Brücke und damit die letzte Verbindung Wiens über die Donau ab.
Schon am Tag des Eintreffens der Osmanen schlugen in Wien die ersten Geschützkugeln ein. Erste ausgebrochene Brände in der Stadt konnten bald wieder gelöscht werden. Die Bevölkerung lynchte daraufhin zwei mutmaßliche Brandstifter. Graf Starhemberg gab den Befehl, zusätzliche Brandschutzmaßnahmen vorzunehmen, und setzte eine Kompanie zur Brandbekämpfung ein. Das Komödienhaus zwischen Burg und Augustinerkloster wurde aufgrund seiner vielen Holzaufbauten sofort vollständig abgetragen. Wenige Tage später, am 19. Juli, verursachte eine Bombe ein großes Feuer, das sich auszubreiten drohte. Die dafür aufgestellte Kompanie löschte den Brand sehr schnell.
Ein erster Angriff auf Klosterneuburg wurde am 17. Juli abgewehrt. Klosterneuburg hatte eine Schlüsselstellung für die Sicherung des osmanischen Belagerungsheeres vor Wien. Die Verteidigung leitete der 50-jährige Kammerschreiber Marcellinus Ortner, ein Laienbruder des Stifts, der von Beruf Tischler war. Die untere Stadt wurde geplündert und angezündet, doch konnte Klosterneuburg dank den Maßnahmen Ortners den Angriffen standhalten. Zwei Tage später schlug er einen weiteren Angriff der Osmanen auf Klosterneuburg zurück.
Am 19. Juli kam der Hofschatzmeister des Sultans, Ali Aga, ins osmanische Lager nach Wien. Er berichtete, dass Mehmed IV. bestürzt war über die Entscheidung, Wien anzugreifen. Sein Befehl war, die ungarischen Rebellen und die Feste Neuhäusl zu unterstützen und weitere Festungen in Ungarn zu nehmen und nicht auf Wien zu marschieren. Der Großwesir versuchte, den Hofschatzmeister mit militärischen Erfolgen zu beschwichtigen, und verstärkte den Druck auf seine Truppen. Doch bis zur Abreise des Hofschatzmeisters Ali Aga nach Edirne am 30. Juli zur Berichterstattung beim Sultan konnte er keine nennenswerten Erfolge vorweisen.
Am 27. Juli wurde in Wien die Mobilisierung aller wehrhaften Männer angeordnet. Auch erste Maßnahmen gegen Krankheiten wurden getroffen.

#### Nachrichtenkrieg
Einen Boten, der sich am 18. Juli aus Wien zu den kaiserlichen Truppen in Jedlesee durchschlagen wollte, griffen die Osmanen auf. Im Verhör nannte er die Truppenstärke Wiens. In der Nacht zum 20. Juli erreichte ein Kürassier die Festung und brachte Graf Starhemberg einen Brief von Herzog Karl V. Noch in derselben Nacht machte sich der Soldat auf den Rückweg, wurde aber mit den verschlüsselten Briefen von den Osmanen abgefangen.

#### Minenkrieg (Laufgräben durchs Glacis und erste Minen)

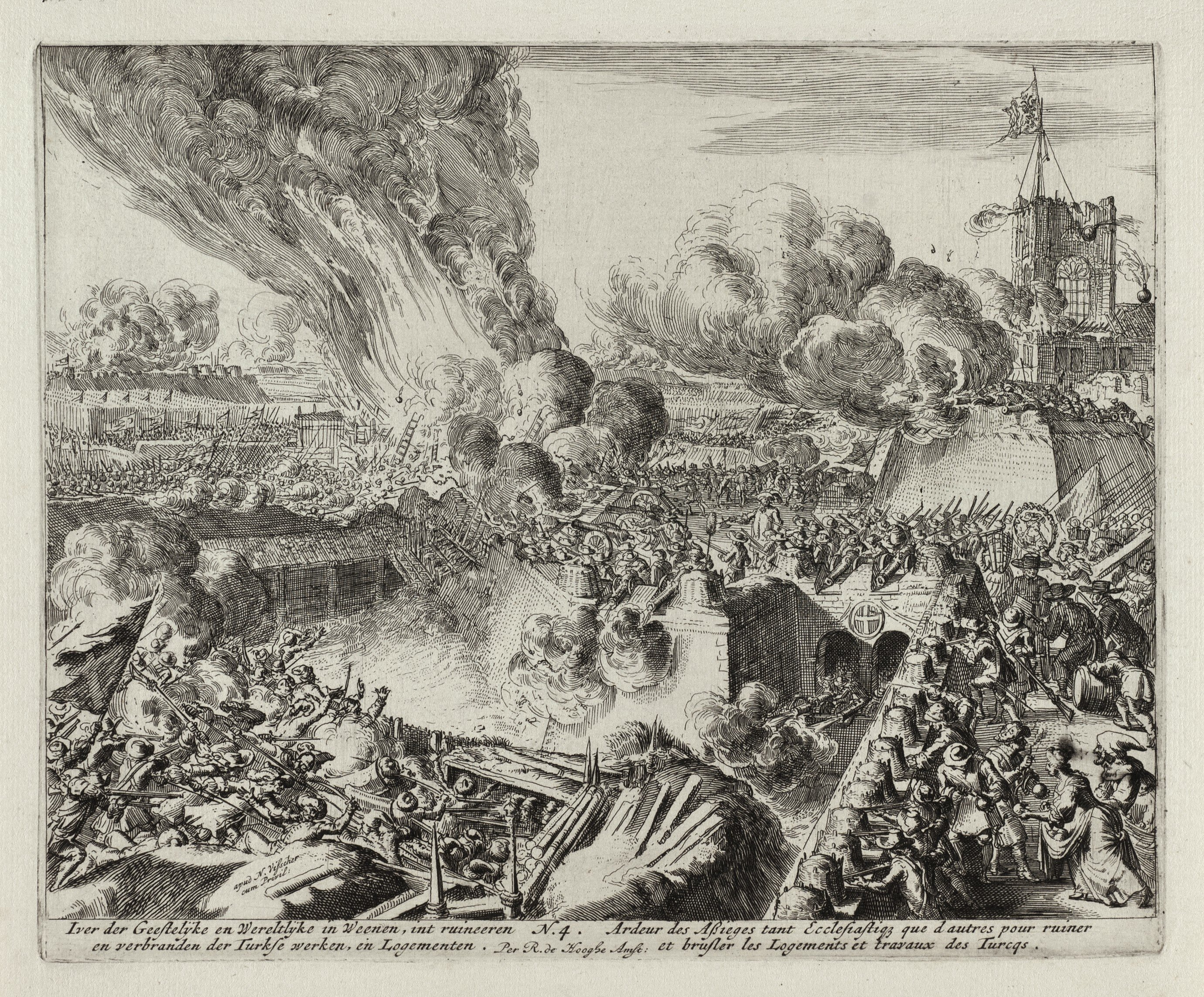
Beschuss der osmanischen Belagerungswerke aus der Stadt
(Radierung von Romeyn de Hooghe)

Mit dem Eintreffen osmanischer Truppen begann ein Wettlauf bei den Schützengräben auf dem Glacis. Beide Parteien gruben Laufgräben aufeinander zu. Schon am nächsten Tag führten die Wiener erste Ausfälle durch, um die Grabungsarbeiten zu stören. Innerhalb von drei Tagen kamen die Osmanen bis auf Angriffsweite an die Wiener Schanzen heran.
Inzwischen wurden im Graben die letzten Vorbereitungen getroffen. Eine Künette wurde ausgehoben, die bis zum Grundwasser hinabreichte; drei Kaponniere und ein Niederwall wurden vor der Kurtine errichtet, eine dritte Verteidigungslinie rechts und links von der Löwelbastei gebaut. Zusätzlich wurden Querwälle und Palisaden gezogen, die verhinderten, dass die Osmanen bei der Eroberung eines Teils der Verteidigungsanlage einer Linie sofort die ganze Linie erobern konnten. Als am 18. Juli der Großwesir Kara Mustafa die Schanzarbeiten besichtigte, entdeckten die Osmanen eine Wasserleitung aus den Vorstädten, gruben den Wienern die Leitung ab und verwendeten sie nun selbst. Die Stimmung im osmanischen Lager war sehr gut. Die Osmanen waren nun mit ihren Schanzen nur noch zwanzig Meter von der Kontereskarpe entfernt. Vor den Spitzen der Burg- und Löwelbastei, wo auch die Kontereskarpe in das Glacis vorsprang, waren die Osmanen nur noch sechs Meter entfernt. Hier wurde bereits mit Flinten und Handgranaten gekämpft. Ein Bombenwurf brannte Teile der vordersten Palisaden der Belagerten nieder.
Ab dem 20. Juli begannen die Osmanen, sich tiefer in die Erde einzugraben. In jedem Abschnitt wurde eine Mine gegen die Palisaden gegraben. Am 23. Juli kam es zur ersten Minensprengung der Osmanen vor dem Abschnitt des Ravelin und der Burgbastei. Ein Angriff der Osmanen auf die Palisaden wurde unter großen Verlusten beiderseits großteils abgewehrt. In der Stadt wurde jeder Hausbesitzer dazu verpflichtet, einen Mann abzustellen, der im Keller horchte, ob gegraben oder geklopft wurde. Das schlechte Wetter am Tag darauf gab den Belagerten einen Tag Pause. Aber am folgenden 25. Juli ging der Minenkampf weiter. Die Osmanen ließen eine Mine vor der Löwelbastei hochgehen und sprengten einen Teil der Palisaden weg. Mehrmalige Versuche der Janitscharen durch die entstandene Lücke vorzudringen, wurde von den Wienern Verteidigern zurückgeschlagen, bevor diese in einem Gegenangriff die Osmanen bis an ihre Laufgräben zurückdrängen konnten. Bei diesem Ausfall wurde Stadtkommandant Graf von Starhemberg durch einen Bombensplitter am Arm verletzt; der verantwortliche Festungsbaumeister Georg Rimpler erlitt ebenfalls eine Armverletzung, die sich später entzündete und am Ende tödlich verlief.
Am 26. Juli sprengten die Wiener die erste Mine unter den Schanzen der Osmanen, erzielten aber geringe Wirkung.
Am 28. Juli zündeten die Osmanen Minen vor dem Ravelin. Die Palisaden, der gedeckte Weg und die Kontereskarpe wurden in einer Breite von sieben Metern gesprengt und in den Graben geworfen. Den Wienern gelang es unter hohen Verlusten, durch einen Ausfall den eingestürzten Teil der Kontereskarpe zu befestigen.
Vor der Burgbastei sprengten die Osmanen und die Wiener am 30. Juli je eine Mine, die die Laufgräben und den gedeckten Weg auf der Kontereskarpe beschädigten. Nach einem Angriff der Osmanen und Gegenangriff der Wiener zogen sich letztere von den eigenen Laufgräben auf den instandgesetzten gedeckten Weg zurück. Vor dem Ravelin stürmen die Osmanen bis vor die Wiener Palisaden. Vor der Löwelbastei wurden 30 Geschütze durch die Laufgräben in Stellung gebracht. Diese zerschossen am 31. Juli den Kavalier der Löwelbastei, die „Katze“. Die Geschütze darin wurden zerstört oder aus der Katze herausgeholt. In die Reste der Katze wurden Schießscharten gebrochen. Die Brustwehr der Bastei wurde etwas abgetragen, um ein besseres Schussfeld gegen die eingegrabenen Osmanen zu haben. Die Laufgräben waren an manchen Stellen so nah, dass es zu Nahkämpfen kam.

#### Chronik in Europa

Angriff der polnischen Kavallerie am Kahlenberg (Gemälde von Jan Wyk, 1698)

Graf Philipp von Thurn traf am 14. Juli in Warschau ein und überbrachte die Nachricht von der Belagerung Wiens. König Jan Sobieski gab Anweisungen, das Heer zu sammeln, und wollte noch vor Monatsende aufbrechen.
Kaiser Leopold I. reiste weiter und erreichte am 17. Juli Passau. Dort trafen am 23. Juli die ersten bayerischen Hilfstruppen (10.000 Mann) ein. Am 27. Juli überbrachte Graf Philipp von Thurn in Passau die Botschaft, dass König Jan Sobieski und sein älterer Sohn Prinz Jakob Ludwig Heinrich mit 50.000 Mann bis Ende August nach Wien kämen. Der Jesuit Pater Wolff meldete Kaiser Leopold I., dass 10.000 Mann aus Sachsen noch diesen Monat aufbrechen würden. Wenige Tage später kam die Nachricht aus Polen, dass Sobieski bis zum 20. August vor Wien sein werde. Er marschiere über Schlesien und Mähren.

### August

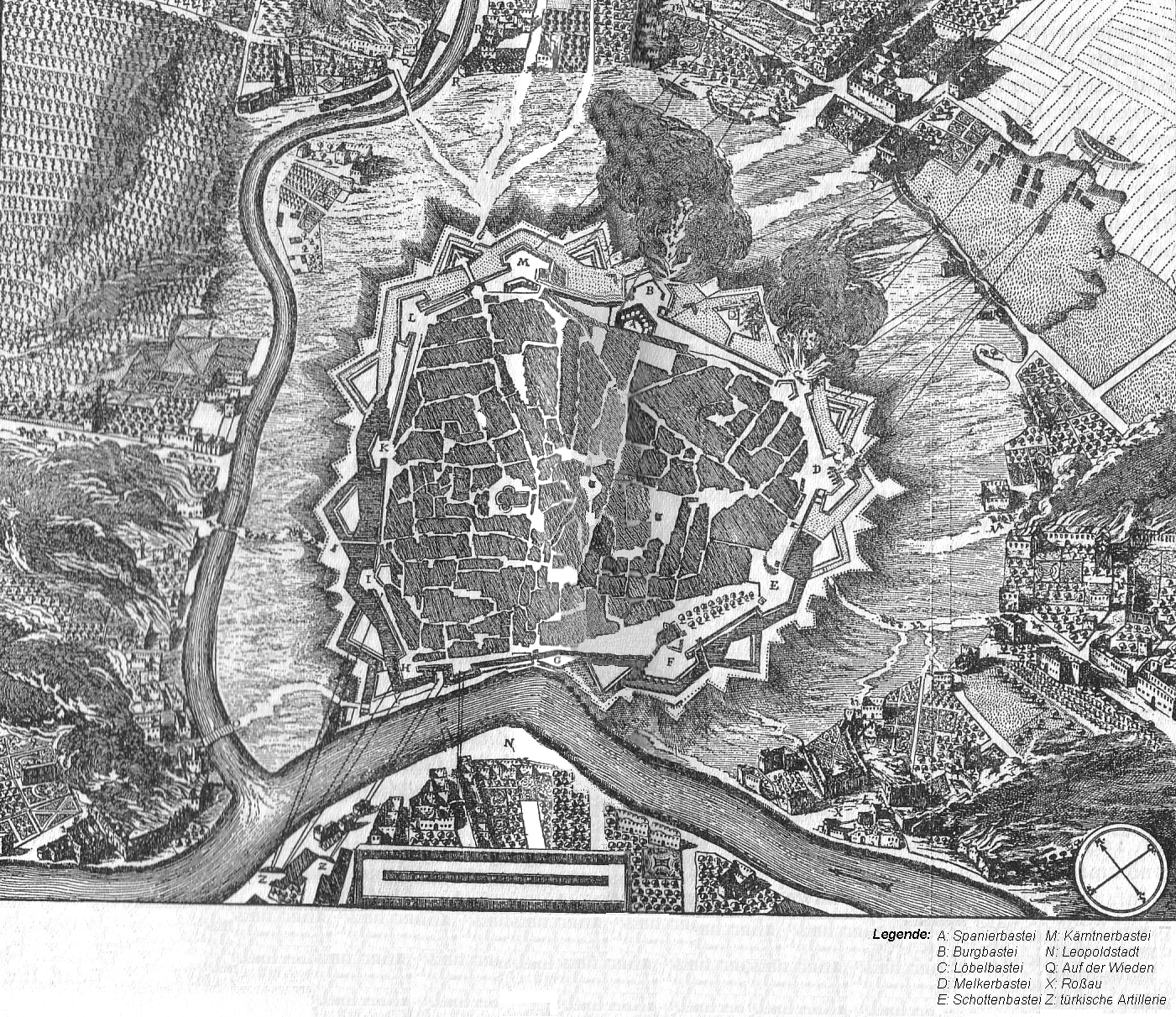
Belagertes Wien

#### Versorgungslage
Am 1. August wurden in Wien die Lebensmittelpreise fixiert. Erfolgreich war man mit dieser Verordnung nicht, sie musste in den nächsten sieben Wochen fast täglich wiederholt und auf Medikamente und andere Gegenstände des täglichen Bedarfs ausgedehnt werden. Zusätzlich wurde die Unterbringung der vielen Leichen geregelt. Auch diese Regelungen mussten alle paar Tage unter Androhung schwerer Strafen wiederholt werden. Je länger die Belagerung dauerte, desto härter musste die Stadtregierung gegen Preiswucherer durchgreifen, da der Schwarzhandel blühte.
Das osmanische Belagerungsheer hatte ebenfalls mit Versorgungsproblemen zu kämpfen. Nachschub musste aus Ofen bezogen werden, weil in der näheren Umgebung von den Tataren sehr viel zerstört worden war. Hinzu kam, dass die Belagerung sich länger hinzog als geplant. So gingen die Vorräte zu Ende. Bis Ende August waren alle Lebensmittel im osmanischen Lager verbraucht.

#### Wiener Chronik
Am 1. August beschossen die Osmanen während der Heiligen Messe den Stephansdom. Tags darauf wurde die Kapuzinerkirche bombardiert, sodass das Dach einstürzte.
Am 8. August wurde ein 15-jähriger Junge als Spion aufgegriffen. Die Stadtbevölkerung war extrem nervös, und obwohl er alles abstritt, wurde er am 27. August geköpft. Die „Rote Ruhr“ brach aus und dezimierte die Stadtbevölkerung stark. Am 11. August erkrankte Graf Starhemberg daran und konnte sich erst am 20. August wieder erholen.
Ein Einberufungsbefehl erging am 26. August an alle Männer von Wien, die, weil sie nicht tauglich waren oder aus anderen Gründen, bisher nicht an der Stadtverteidigung mitgewirkt hatten, und zwei Tage später verhängte Graf Starhemberg die Todesstrafe für jene, die sich der Einberufung nicht stellten.
Am 27. August wurden in der Nacht 30 Raketen vom Stephansdom abgeschossen. In der nächsten Nacht waren es bereits 100 Raketen.
Die Wiener erkannten am 31. August erste Vorbereitungen der Osmanen gegen den bevorstehenden Entsatz und begannen Hoffnung zu schöpfen. Graf Starhemberg setzte alle Mittel für die Kämpfe ein, ließ die Straßen und Häuser rund um den Bereich Burgbastei und Löwelbastei in Verteidigungszustand setzen und richtete dort eine weitere Verteidigungslinie ein.

#### Chronik der Osmanen

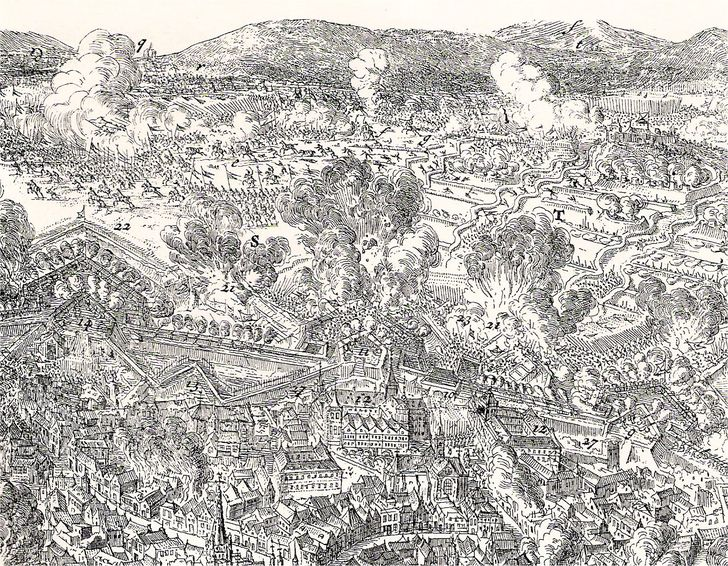
Sicht der osmanischen Gräben vom Stephansdom

Großwesir Kara Mustafa ließ am 3. August den Alaybeyi vom rechten Flügel (Burgbastei) wegen mangelnder Erfolge absetzen. Auch der Posten des Arsenaloberst wurde nach Kritik neubesetzt.
Am 22. August traf der osmanische verbündete Michael I. Apafi, Fürst von Siebenbürgen mit seinen Truppen im osmanischen Lager vor Wien ein. Er kritisierte die Pläne zur Eroberung Wiens stark, weshalb der verärgerte Großwesir Kara Mustafa ihn zur Überwachung der Brücken bei Raab in Ungarn zurücksandte.

#### Nachrichtenkrieg
Ein berittener Bote Herzog Karls V. drang am 4. August zur Stadt durch und brachte Nachrichten. Die Belohnungen und die Bezahlung der Kuriere wurden immer teurer. Als Leutnant Michael Gregorowitz am 8. August drei Briefe von Wien zu Herzog Karl V. nach Jedlesee überbrachte, wurde er zum Kompaniechef befördert. Er schaffte es, durch das osmanische Lager und den Wienerwald bis zum 16. August Herzog Karl V. zu erreichen. Der Orientwarenhändler Georg Franz Kolschitzky wurde am 13. August als Kurier aus der Stadt zu Herzog Karl V. entsandt und kam am 15. August dort an. Am 17. August kehrte Kolschitzky als Held zurück. Er war mit Nachrichten von Herzog Karl V. durch die osmanischen Truppen nach Wien gelangt. Er brachte die Nachricht, dass sich bei Wien ein Entsatzheer mit insgesamt 70.000 Mann sammle und die ungarischen Rebellen geschlagen habe. Kolschitzky erhielt die versprochene Belohnung von 200 Dukaten. Der Kurier Seradly, der Diener von Kolschitzky, wurde am 19. August aus Wien ins kaiserliche Feldlager nach Jedlesee entsandt. Die Hälfte des Lohnes von 200 Dukaten erhielt er vor seinem Abmarsch. Am 21. August kehrte er mit einigen Briefen von Herzog Karl V. von Lothringen aus Jedlesee zurück. Der Kurier Georg Michaelowitz (wird von manchen Zeitzeugen mit Kolschitzky oder Leutnant Gregorowitz verwechselt) brach am 27. August mit einigen Briefen zu Herzog Karl V. auf. Er erhielt dafür die Belohnung von 100 Dukaten. Bei seiner Rückkehr am 1. September erhielt er weitere 100 Dukaten.

#### Minenkrieg (durch die Palisaden und die Kontereskarpe in den Graben)

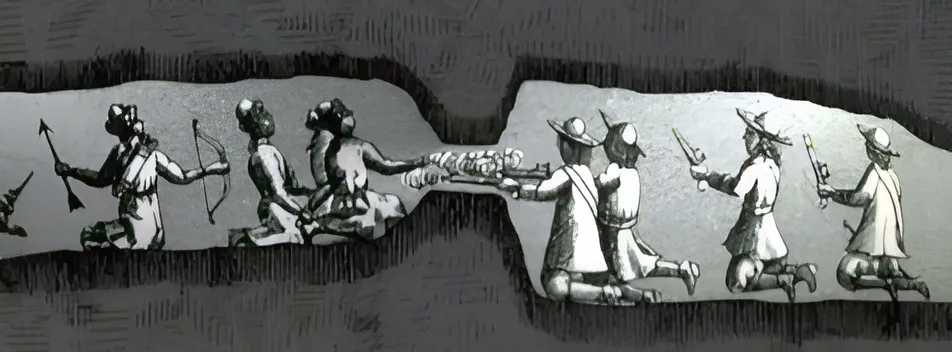
Krieg unter der Erde, Belagerung von Candia

Weitere Minen der Osmanen beschädigten am 1. August die Kontereskarpe. Tags darauf nahmen die Osmanen die Palisaden vor der Löwelbastei ein. Am Abend ließen die Wiener unter den osmanischen Laufgräben vor der Löwelbastei eine Mine hochgehen. Eine weitere Mine der Wiener explodierte vor dem Ravelin am 3. August, aber die Wirkung der Wiener Minen war um einiges schlechter als die der osmanischen. Am Abend erfolgte beim Ravelin ein Angriff der Osmanen und warf die Wiener aus den Palisaden und dem gedeckten Weg die Kontereskarpe hinunter in den Graben. Die Wiener räumten am folgenden Tag die Stellungen an der Palisade vollständig. Eine Mine der Wiener am 5. August bei der Burgbastei schlug nach hinten aus und zerstörte einen großen Teil des gedeckten Weges. Der folgende Angriff der Janitscharen wurde abgewehrt, trotzdem war die Stimmung der Osmanen noch gut.

#### Grabenkämpfe
Die Osmanen legten vor der Löwelbastei und dem Ravelin einen Tunnel an, der bis in den Graben führte. Gegen Abend des 6. August drangen die ersten Osmanen vor dem Ravelin in den Graben ein. Graf Starhemberg kam mit den besten hundert Mann und vertrieb die Osmanen wieder. Alle Wollsäcke, die die Osmanen zum Schanzen mitgebracht hatten, wurden in die Stadt gebracht. Es gab viele Tote auf beiden Seiten. Doch schon am nächsten Morgen drangen die Osmanen über die Tunnel in den Graben vor den Bastionen ein, setzten sich fest und begannen sich in Richtung Ravelin vorzuarbeiten. Es wurde eine erste Mine im Graben zwischen Löwelbastei und Ravelin gesprengt, deren Erdaufwurf für weitere Schanzen verwendet wurde. Durch heftigen Beschuss stürzte der Tunnel vor der Burgbastei ein und begrub dreißig Osmanen unter sich. Am 8. August erreichte bei einem Sturmangriff erstmals ein Soldat der Osmanen die Stadtmauer. Tags darauf sprengten die Osmanen eine Mine vor der Löwelbastei, wodurch sie den Weg für den Tunnel in den Stadtgraben öffneten und sich endgültig festsetzen konnten.

#### Minenkrieg (Angriff auf die zweite Verteidigungslinie)

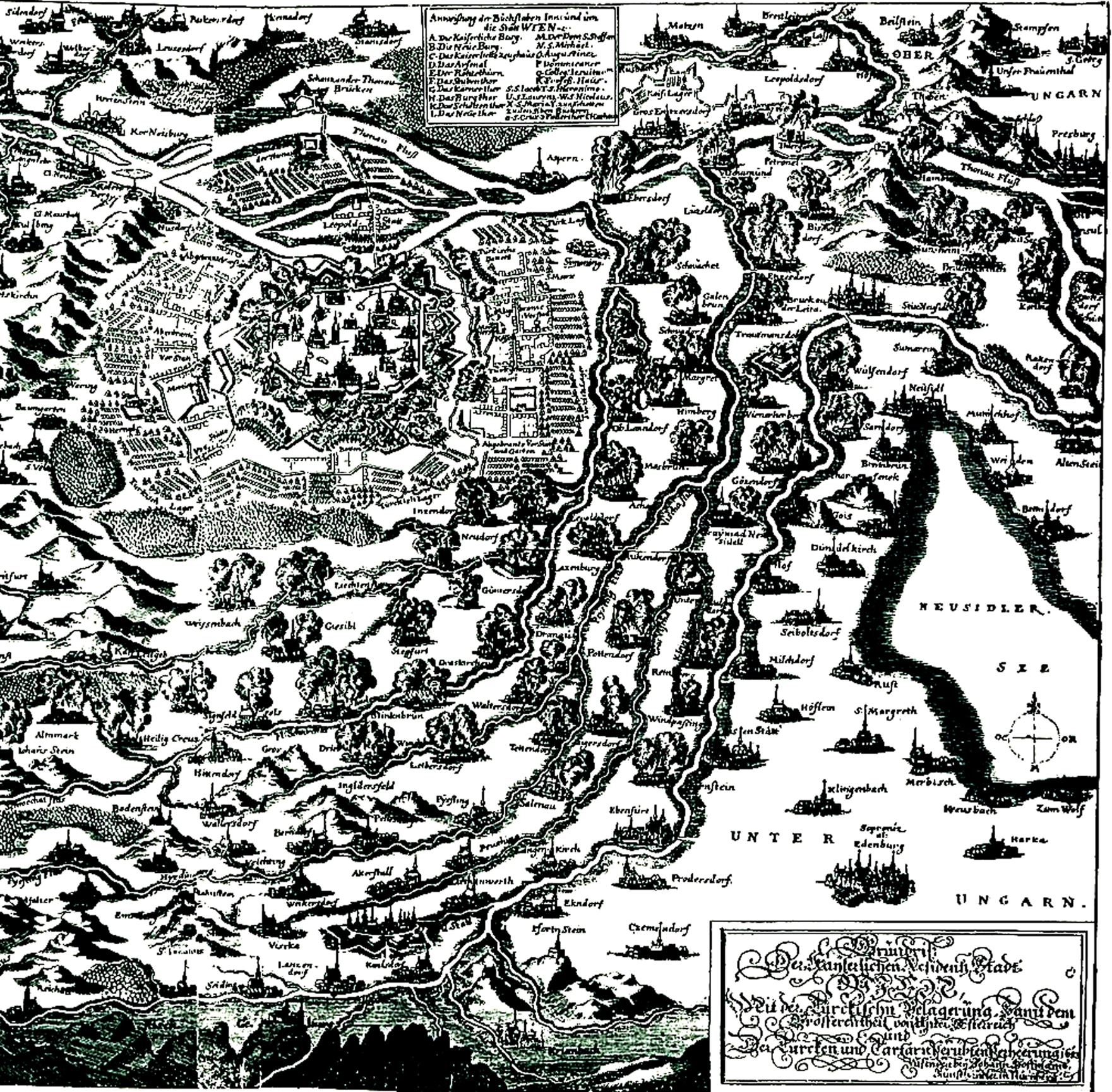
Brennende Dörfer um Wien

Die Osmanen sprengten am 9. August die erste Mine unter dem Ravelin und rissen sieben Meter Mauer mit. Die Bresche in der Mauer wurde von den Wienern sofort abgeriegelt. In den folgenden Tagen wurden auch die Löwelbastei und die Burgbastei angegriffen. Die Kaponniere wurden vollständig verschüttet und mit der nächsten Mine zerstört. Ausfälle der Wiener, um die Tunnel in den Graben zu zerstören und damit den Zugang in den Graben zu blockieren, scheiterten mit hohen Verlusten. Der Druck der Osmanen ließ nicht nach.
Am 12. August gab es weiter heftige Gefechte um das Ravelin, und zwei Minen unter der Burgbastei wurden gesprengt. Die Wirkung war schwach und schlug teilweise nach hinten aus, der anschließende Sturmangriff scheiterte unter hohen Verlusten der Osmanen. Eine weitere Mine unter der Spitze des Ravelins zeigte gute Wirkung. Das Ravelin wurde in zwei Teile geteilt. Außerdem wurden auf dem Ravelin und auf den Basteien Vorkehrungen getroffen, damit der Festungsabschnitt trotzdem verteidigungsfähig bliebe, sollten Teile davon in osmanische Hand fallen. Die Stimmung der Osmanen schwankte.

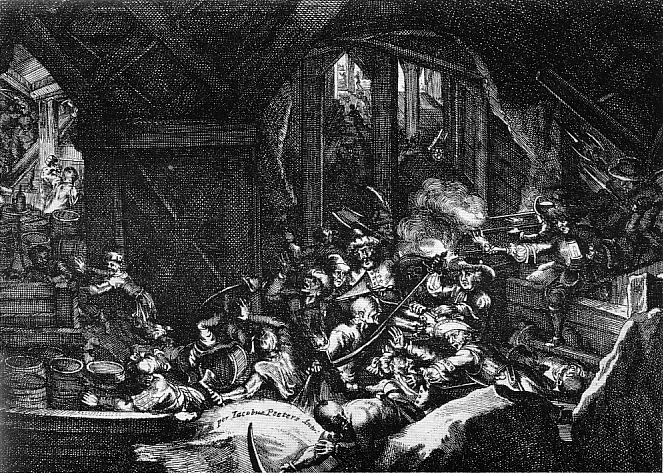
Angriff der Wiener auf eine Mine unter der Burgbastei
(Kupferstich von Jacobus Peeters)

Mitte August wurde eine Mine der Osmanen durch Palisaden unbrauchbar gemacht, eine zweite Mine durch Kanonen zerstört und eine dritte Mine durch Gegensprengung vernichtet. Am 15. August setzten sich die Osmanen im Festungsgraben vor der Löwelbastei fest und gruben sich bis zur Künette in der Grabenmitte vor. Bei einem Ausfall der Wiener wurden alle dort verschanzten Osmanen getötet, ihre Rampen, Stützbalken und alles Holz angezündet, und ihre Minen zerstört, danach kehrten die Wiener auf die Löwelbastei zurück. Es dauerte zwölf Tage, bis die Osmanen diese Stellung wieder vollständig unter ihrer Kontrolle hatten. Die Stimmung der Osmanen verschlechterte sich weiter.
In den nächsten Tagen kam es im gesamten Graben zu schweren Gefechten ohne merklichen Fortschritt einer Seite. Die Wiener unternahmen am 18. August einen erfolglosen Ausfall bei der Burgbastei. Es handelte sich dabei um eine aus den Stadtbürgern gebildete Freiwilligenkompanie, die auf eigene Faust handelte. In Wien erging drei Tage später die Verordnung, dass niemand mehr ohne Befehl Ausfälle wagen dürfe. Die Osmanen sprengten unter der Burgbastei am 20. August zwei Minen und unter dem Ravelin eine weitere. Den ganzen Tag wurden die Basteien erfolglos von den Osmanen bestürmt. Ein Angriff der Wiener gegen die Tunnel vor der Burgbastei am 22. August zeigte wenig Wirkung. Die Osmanen flüchteten aus dem Graben, besetzen ihn aber einige Stunden später wieder. In den nächsten Tagen gab es zahlreiche Sprengungen kleinerer Minen, Stürme, Ausfälle und vor allem Tote auf beiden Seiten.
Trotz starken Regens, der die Gräben volllaufen ließ, wurde weiter gekämpft. Nach einer gesprengten Mine unter dem Ravelin griffen die Osmanen wieder erfolglos an und hatten hohe Verluste. Am Gedenktag von Johannes dem Täufer (29. August) zündeten sie eine besonders große Mine unter dem Ravelin und sprengten das meiste in die Luft. Der letzte Rest des Ravelins wurde auf Befehl der Wiener Offiziere geräumt. Von der Stadtregierung erging die Aufforderung, Wasserbottiche in der Stadt verteilt aufzustellen, um Grabungstätigkeiten schneller zu erkennen. Auf der Wasserfläche der Bottiche sah man bei der kleinsten Erschütterung durch das unterirdische Graben ein verzerrtes Spiegelbild.
Bei einem Zufallstreffer der Osmanen am 31. August hinter der Löwelbastei wurde ein Munitionslager getroffen, das auch die nebenliegenden Schwarzpulverlager entzündete. Die Schwarzpulvervorräte wurden dadurch empfindlich reduziert.

#### Ablauf der osmanischen Belagerung in der Umgebung von Wien
Die Osmanen eroberten am 3. August Pottendorf, Ebreichsdorf und Götzendorf unter Tötung und Verschleppung der ansässigen Bevölkerung. Am 24. August griffen die Janitscharen erneut Klosterneuburg an, welches sie als Stützpunkt gegen das Entsatzheer verwenden wollten. Der Angriff dauerte bis zum 26. August und konnte erfolgreich abgewehrt werden.

#### Chronik in Europa
Um den 3. August gab es viele kleinere und größere Scharmützel zwischen polnischen Hilfstruppen und kaiserlichen Truppen auf der einen Seite und Tataren, ungarischen Rebellen und Osmanen auf der anderen Seite. Der August war durch langes Warten des Kaisers Leopold I. in Passau auf Truppen für das Entsatzheer gekennzeichnet. Vom 9. bis 11. August erkrankte Kaiser Leopold I. und lag mit Fieber, Durchfall und Erbrechen im Bett.
Am 8. August traf Prinz Eugen von Savoyen in Passau ein. Er berichtete, dass alle anderen französischen Offiziere, die sich den Österreichern anschließen wollten, eingesperrt wurden. Am 12. August stießen 1.000 Mann von dem Regiment des Prinzen Ludwig Anton von der Pfalz und am 21. August 8.000 Franken zum Heer.
Erst am 14. August und nicht wie versprochen Ende Juli marschierte König Jan Sobieski mit seiner Armee von Krakau aus Richtung Wien. Er war am 22. August bei Gleiwitz und erreichte am folgenden Tag Troppau.
Am 24. August brach Herzog Karl V. mit seinen Truppen donauaufwärts auf, um zum Treffpunkt in Tulln zu kommen. Bei Bisamberg traf er auf Osmanen und auf ungarische Hilfstruppen des Thököly und besiegte sie mit seiner Kavallerie.
Am 25. August zog das Entsatzheer unter Kaiser Leopold I. Richtung Wien. Leopold I. fuhr mit dem Schiff von Passau nach Linz, erreichte es drei Tage später und setzte seinen Marsch auf Wien unverzüglich fort. Am 31. August traf Sobieski mit Herzog Karl V. in Hollabrunn zusammen.

### September

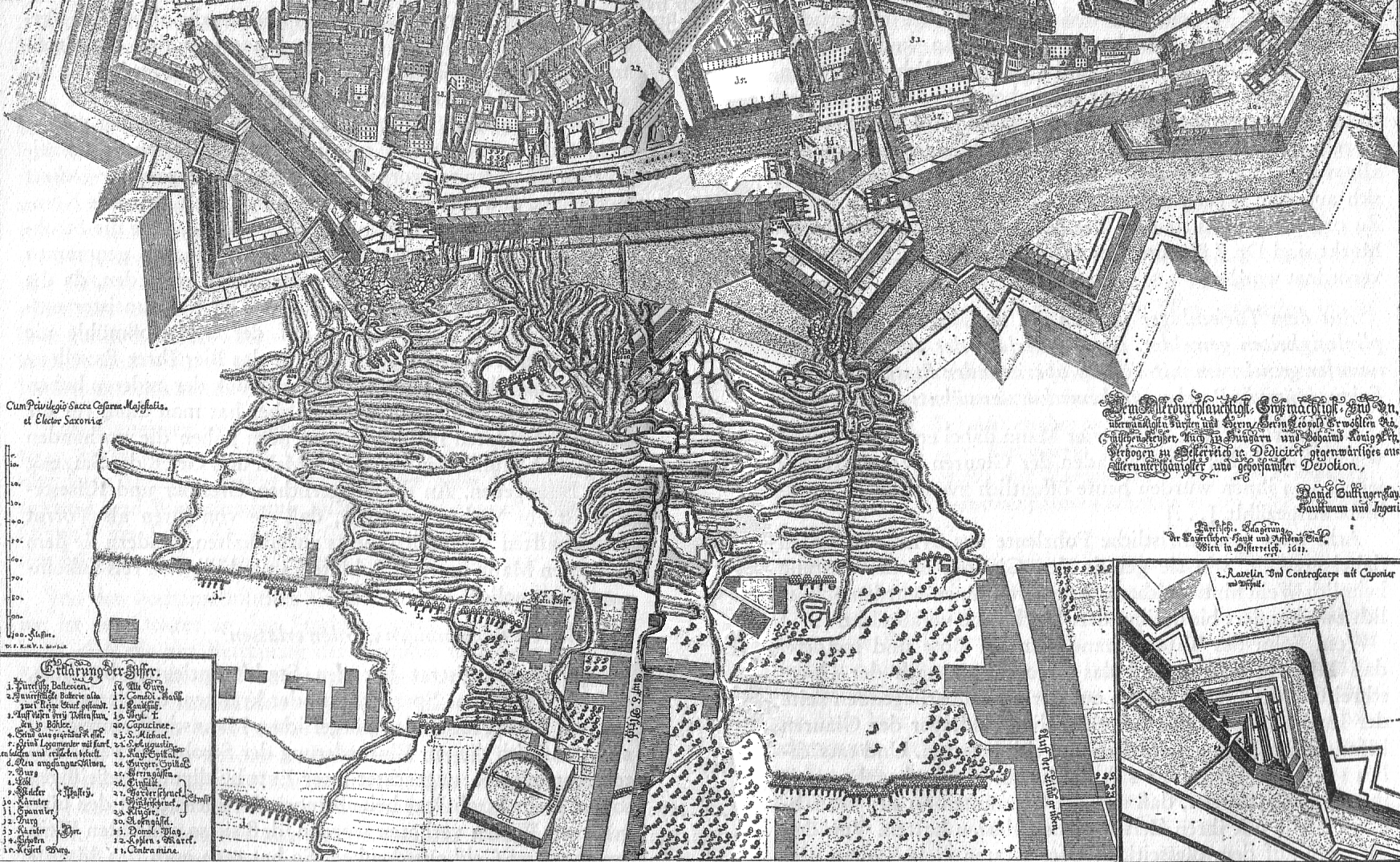
Laufgräben der Osmanen vor dem belagerten Wien in der letzten Ausbauphase
(Kupferstich des kaiserlichen Hauptmanns und Ingenieurs Daniel Suttinger)

Anfang September ging in der Stadt wie auch im osmanischen Lager die Nahrung aus. Die Nahrungsmittelknappheit in der Stadt konnte etwas gemildert werden, als am 3. September bei zwei weiteren Ausfällen beim Schottentor 22 Ochsen, zwei Pferde und ein Wagen eingebracht wurden.

#### Wiener Chronik
Am 3. September wurden vom Stephansdom in der Nacht 30 Raketen abgeschossen, am 6., 7. und 8. September waren es bereits so viele, dass sie nicht gezählt werden konnten. Drakonische Maßnahmen gegen Deserteure und Wehrdienstverweigerer wurden am 6. September in Wien beschlossen. Wer krank oder zu alt für die Arbeit war, musste ein ärztliches Attest vorweisen. Am 9. September starb der Wiener Bürgermeister Johann Andreas von Liebenberg nach mehrwöchiger Krankheit. In den Straßen hinter der Burg- und Löwelbastei wurde am 10. September heftig gegraben, Palisaden wurden gebaut und Laufgänge für eine weitere Verteidigungslinie angelegt.

#### Chronik der Osmanen
Am 7. September hielt Großwesir Kara Mustafa eine Musterung ab. Er wollte die Stadt noch vor Eintreffen des Entsatzheeres erobern. In einer großen Umgruppierung stellten sich die Osmanen in den nächsten Tagen für die Entsatzschlacht neu auf. Kara Mustafa hielt Kriegsrat über die bevorstehende Schlacht gegen das Entsatzheer. Er nahm seine Anführer zu einem Erkundungsritt nach den Aufmarschwegen mit, auf denen das Entsatzheer anrücken könnte.

#### Nachrichtenkrieg
Am 1. September brachte Georg Michaelowitz unter Lebensgefahr Nachrichten von Herzog Karl V. in die Stadt: Der Entsatz sei unterwegs und werde in einigen Tagen eintreffen. Bereits am nächsten Tag brach er wieder mit neuen Botschaften aus der Stadt auf. Er erhielt dafür gegen den ausdrücklichen Willen des Rechnungsbeamten 200 Dukaten im Voraus. In der Botschaft an den Kaiser wurde darauf gedrängt, den Entsatz zu beschleunigen. Die Verteidiger seien nahe am Ende ihrer Kräfte angelangt.
Stefan Seradly erhielt am 4. September 120 Dukaten für die Überbringung von Briefen an das Entsatzheer. Er wurde aber entweder abgefangen oder lief zu Großwesir Kara Mustafa über. Dieser erfuhr dadurch von der geplanten Entsetzung Wiens und zog Verstärkung heran.
Am 8. September wurden zwei deutsche Kuriere auf dem Weg nach Wien abgefangen.

#### Minenkrieg (Angriff auf die Stadtmauer)

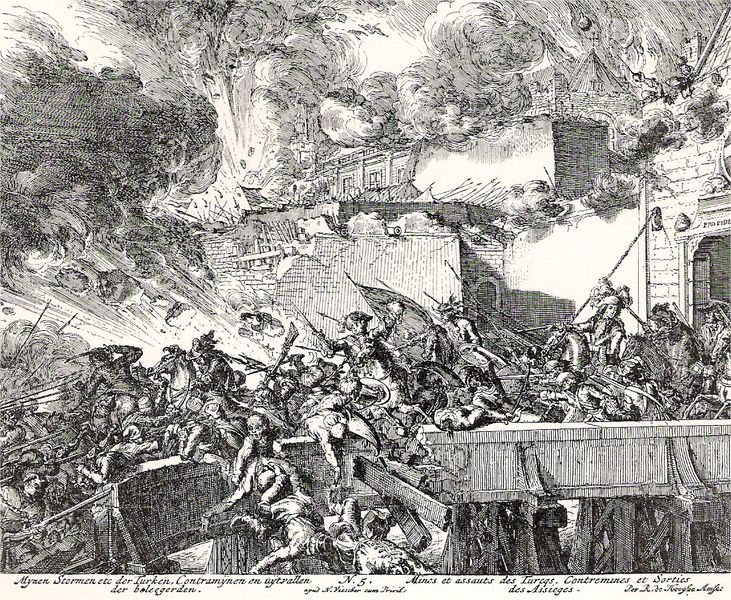
Ausfall der Wiener
(Radierung von Romeyn de Hooghe)

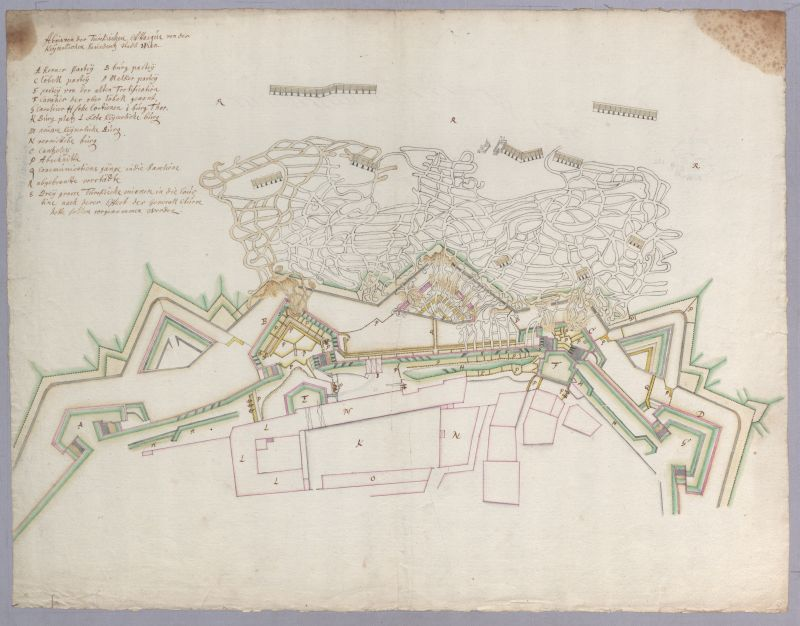
Türkische Laufgräben während der Zweiten Türkenbelagerung

Am 1. September hatten die Osmanen mehrere Minen bei der Löwelbastei unter die Kurtine getrieben. Die Wiener machten einen Ausfall, um die Minen zuzuschütten, scheiterten aber am starken Widerstand der Osmanen. Am nächsten Tag ließen die Osmanen bei der Burgbastei eine Mine hochgehen. Die Wirkung war minimal. Durch die Mine war es aber den Osmanen jetzt leichter, in die Burgbastei zu kommen. An der Löwelbastei unterwühlten die Osmanen die Stadtmauer. Bei einem Ausfall der Wiener gegen die Minen der Osmanen wurden alle Angreifer getötet. Am 3. September ging die nächste Mine an der Burgbasteispitze hoch. Es fielen etliche Quaderstücke heraus. Die Wiener machten wieder einen Ausfall, um weitere Minen zu zerstören, ohne greifbare Ergebnisse. An diesem Tag war die Anzahl der Toten auf beiden Seiten sehr hoch. Graf Starhemberg gab die letzten Reste vom Ravelin, Kontereskarpe und Kaponniere auf. Die Minen der Osmanen kamen jetzt zwei bis drei Meter unter die Stadtmauer. Beim Minieren und Kontraminieren gerieten die Osmanen und Wiener aufeinander, wodurch sich ein Gemetzel entwickelte.
Am 4. September kam es zur ersten Minensprengung unter der Kurtine. Die Wirkung war sehr stark, die Mauerteile fielen aber nach außen, wodurch der Angriff erschwert und verzögert wurde und am Verteidigungswillen der Bevölkerung scheiterte, die in kürzester Zeit durch Einschlagen von Palisaden den Durchgang sperrte. Bei einer weiteren Minensprengung und einem Sturm der Osmanen an der Burgbastei wurde eine acht Meter breite Bresche in die Burgbastei geschlagen. Von allen Seiten kamen Osmanen für den Angriff. Erste Janitscharen wurden auf der Bastei gesichtet. Aber die Steigung im Geröll auf die Burgbastei war zu stark. Durch gestaffelten Beschuss konnte der Angriff nach zwei Stunden abgewehrt werden. Mit spanischen Reitern und Sandsäcken schlossen die Wiener die Bresche. Allein dieser Sturm kostete die Wiener 200 Mann, darunter mehrere Offiziere. In der Nacht wurde die Bresche vollständig geschlossen. Holz von Dächern und anderen Bauteilen in Wien wurde abgerissen, um es als Palisaden bei Burg- und Löwelbastei zu verwenden. Die Stimmung der Osmanen erreichte nach diesem Tag einen Tiefpunkt. Am nächsten Tag versuchten es die Osmanen erneut. Sie wollten die Stadt über die Löwelbastei nehmen. Die Stadtverteidiger hatten sich neu in 64 Kampfgruppen gruppiert. Nach der Sprengung von zwei weiteren Minen an der äußersten Spitze der Löwelbastei gelang es, unter hohen Verlusten für beide Seiten, den Sturm auf die Löwelbastei abzuwehren. Als die Sperren immer dichter wurden, nahmen die Osmanen wieder den Minenkampf auf. In Wien standen zu diesem Zeitpunkt nur noch ca. 5.000 verteidigungsfähige Männer zur Verfügung.
Die Osmanen eroberten am 8. September den Niederwall. Die Wiener versuchten, ihn in einem Gegenangriff zurückzuerobern, die Osmanen schlugen diesen aber zurück. Gleichzeitig bereiteten sie an dieser Stelle weitere Minen an der Kurtine vor und sprengten nachmittags zwei Minen unter der Löwelbastei. Eine Menge Mauerwerk landete im Graben. Trotzdem war die Mauer nachher eher steiler als flacher und so konnte der folgende Angriff leicht zurückgeschlagen werden. Es kam zu ersten Meutereien im osmanischen Lager.
Am 12. September stellten sich die Osmanen für die Entsatzschlacht beim Kahlengebirge bis Hütteldorf auf und trieben gleichzeitig fünf Minen bis unter die Stadtmauern. Sie waren bis zu zwei Meter tief unter der Kurtine eingedrungen und standen kurz davor, die Ladungen zu setzen und zu sprengen.

#### Chronik in Europa
Am 4. September war Kriegsrat zu Stetteldorf am Wagram auf Schloss Juliusburg bei Tulln unter dem Vorsitz von König Jan Sobieski. Zusammen mit Herzog Karl V. wurden die weitere Marschroute und Taktik zum Entsatz von Wien festgelegt. Hierbei kam es zu einem diplomatischen Disput zwischen Karl V. und Sobieski um die Frage der Führung des Entsatzheeres. Kaiser Leopold I. hatte das Kommando im Vorfeld vertraglich an Sobieski abgetreten, um diesen zu einer Teilnahme am gemeinsamen Krieg gegen die Osmanen zu bewegen. Die Differenzen zwischen Herzog Karl V. und König Sobieski wurden schließlich durch diplomatische Intervention von Marco d’Aviano, päpstlicher Legat und Beichtvater von Leopold I., beseitigt.
Am 6. September kam Kurfürst Max Emanuel von Bayern nach Linz. Fränkische, sächsische, bayerische und schwäbische Kontingente überquerten die Donau bei Krems und rückten weiter Richtung Tulln vor. Am Tag darauf überquerte die Polnische Armee die Donau bei Tulln und vereinigte sich mit den Truppen Sachsens, den Kaiserlichen, den Bayern und den fränkisch-schwäbischen Reichstruppen in dieser Stadt, 30 Kilometer stromaufwärts von Wien. Die Tataren, die für die Bewachung des Übergangs abgestellt waren, verhinderten den Brückenkopf nicht.
Kaiser Leopold I. fuhr von Linz Richtung Wien mit dem Schiff ab. In Dürnstein machte er am 9. September Station. Da er König Sobieski die Leitung der Schlacht abgetreten hatte, konnte er nicht zu den Truppen weiterreisen. Er setzte Herzog Karl V. an seiner Stelle zur Leitung der kaiserlichen Truppen ein.
Beim letzten großen Kriegsrat der christlichen Allianz wurde auf Anraten Herzog Karls V. beschlossen, durch den Wienerwald unter Zurücklassung des Trosses in drei Kolonnen auf Wien vorzurücken. Der Weg für das Entsatzheer durch den Wienerwald war beschwerlich, da es nur wenige, schlecht befestigte Wege gab und die Artillerie nicht oder nur begrenzt mitgenommen werden konnte. Es mangelte während des Anmarsches auch an Verpflegung. Da der Tross zurückgelassen wurde, gab es keinen Lebensmittelnachschub. Die Truppen mussten ohne Verpflegung zwei Tage marschieren. Dafür gab es aber keine weiteren Schwierigkeiten beim Vormarsch. Großwesir Kara Mustafa hatte es versäumt, die Donaubrücken zu sichern und Klosterneuburg zu erobern, das nun zu einem wichtigen Brückenkopf der Alliierten wurde. Weiterhin gab es keine osmanische Befestigung des Kahlengebirges, lediglich die Kahlenbergkirche wurde zerstört. Am Morgen des 12. September stiegen die Alliierten vom Kahlengebirge herunter für die Schlacht am Kahlenberg.

#### Schlacht am Kahlenberg

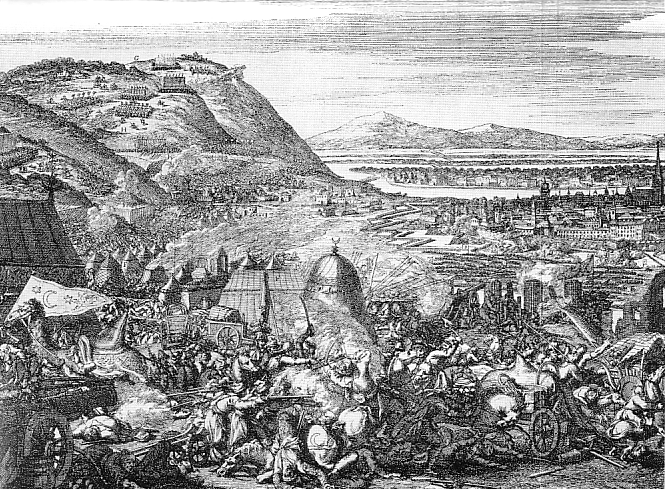
Angriff des Entsatzheeres in der Schlacht am Kahlenberg

Am 11. September besetzten die alliierten christlichen Truppen das Kahlengebirge. In den Morgenstunden des 12. Septembers griff das Entsatzheer mit Truppen aus Venedig, Bayern, Sachsen, Franken, Schwaben, Baden, Oberhessen und Polen an, ca. 54.000 bis 60.000 Mann. Die osmanischen Kommandanten konnten sich über die Taktik für den Zweifrontenkrieg nicht einigen. Nach zwölfstündigem Kampf griff die Kavallerie unter dem Oberkommando von König Sobieski von den Höhen des Wienerwaldes her ein. Die gesamte christliche Streitmacht ging zum Generalangriff über, denn auch die Wiener begannen mit einem Ausfall, als sie sahen, dass die Schlacht zugunsten der Christen ausging, und stürmten die Laufgräben der Osmanen. Das osmanische Heer flüchtete überstürzt. Erst jenseits der Schwechat, ca. 10 km von Wien entfernt, gelang es Kara Mustafa, einen Teil seiner Truppen zu sammeln und nach Raab zurückzuführen.

## Folgen der Belagerung

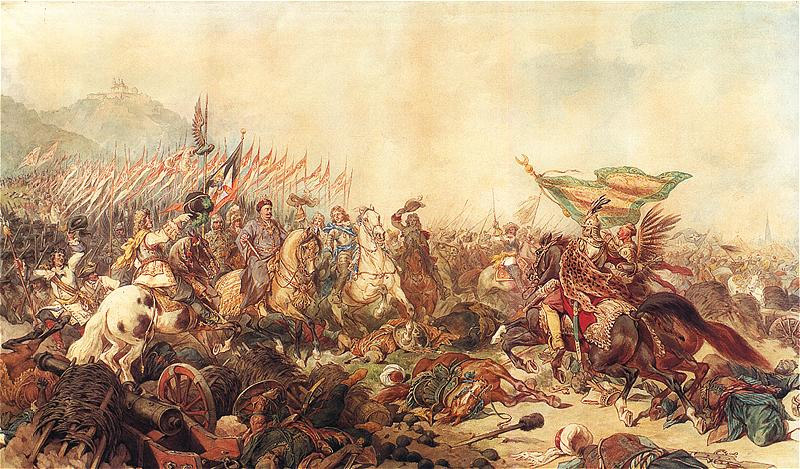
Sobieski vor Wien.
Das Historiengemälde des polnischen Malers Juliusz Kossak (1824–1899) zeigt die historisch nicht belegte Szene, wie zwei polnische Flügelhusaren König Sobieski die erbeutete grüne Fahne Mohammeds überbringen

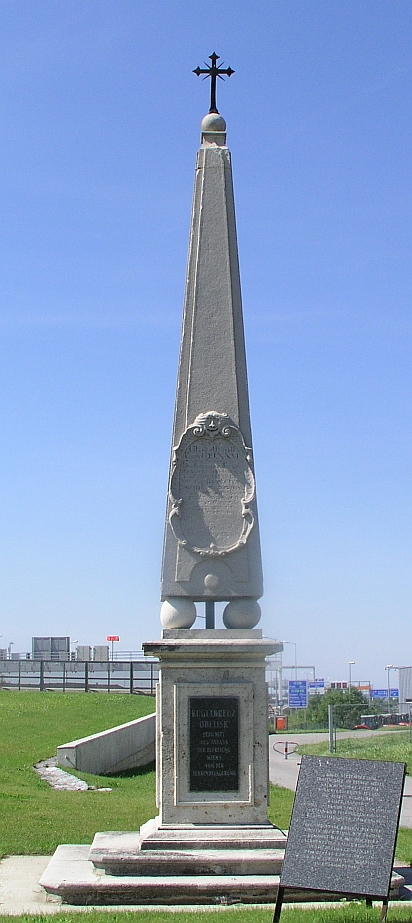
Das Kugelkreuz in Schwechat

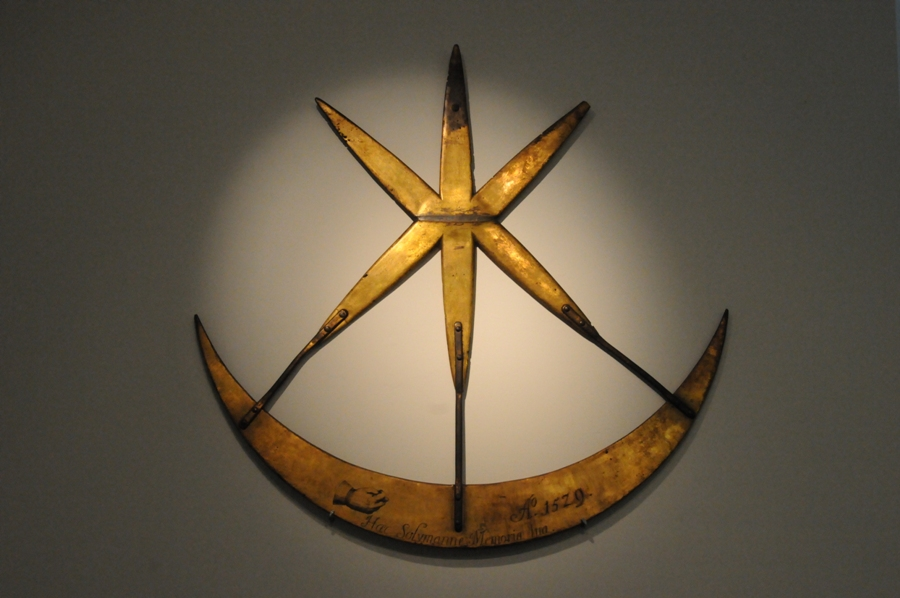
Ehemalige Wetterfahne auf dem Südturm des Stephansdoms (heute im Wien Museum)

Am 13. September betrat König Sobieski die Stadt. Die Kaiserlichen drängten auf eine sofortige Verfolgung der osmanischen Truppen, aber Sobieski wollte sein Pferd nicht weiter belasten. So begann die allgemeine Plünderung der von den Osmanen zurückgelassenen Tiere, Lebensmittel, Güter, Materialien, Waffen, Geschütze und Munition. Das meiste, insbesondere die Zeltburg von Großwesir Kara Mustafa, wurde von Sobieski einbehalten, während die kaiserlichen Truppen fast leer ausgingen.
Die Wiener Bevölkerung verschoss im Freudentaumel wahllos Munition. Nach der Belagerung wurden an der Stadtmauer hinter dem zerschossenen und aufgegebenen Ravelin mehrere mit Schwarzpulver gefüllte Minen gefunden. Diese sechs Meter tief unter der Kurtine gelegenen Minen waren fertig zur Sprengung, wurden aber infolge der Niederlage nicht mehr gezündet. Als Kaiser Leopold I. vom Sieg der Entsatztruppen erfuhr, begab er sich mit dem Schiff von Dürnstein nach Klosterneuburg. Am nächsten Tag fuhr er weiter nach Wien und zog in die befreite Stadt ein.
Großwesir Kara Mustafa suchte nach der Schlacht einen Schuldigen. Er ließ Ibrahim Pascha, den Beylerbeyi von Ofen, hinrichten, weil er angeblich der Erste war, der sich vom Schlachtfeld zurückgezogen hatte. Wahrscheinlich wollte er sich aber nur eines Zeugen entledigen, der hätte aussagen können, dass Ibrahim Pascha die Zweifronten-Taktik gegen Wien und das Entsatzheer für falsch hielt.
1683 wurden der Stern und der Halbmond am Stephansdom, der seit 1519 dort die Spitze zierte (damals allerdings nicht als osmanisches Symbol angebracht), heruntergenommen und durch ein Kreuz ersetzt. Kaiser Leopold I. und König Jan Sobieski trafen sich zu Pferde in der Nähe von Schwechat. Das Verhältnis beider Herrscher zueinander war etwas gestört. Der Ruhm der gewonnenen Entsatzschlacht ging an König Sobieski, da der Kaiser die Führung vertraglich hatte abtreten müssen, um die Unterstützung der Polen zu erhalten. An der Stelle, an der sich die beiden Herrscher trafen, wurde später das sogenannte Kugelkreuz aufgestellt. Es ist ein auf vier Türkenkugeln ruhender Obelisk. In Schwechat wurde von den alliierten Truppen eine Parade abgehalten. Die Kurfürsten von Bayern und Sachsen zogen anschließend mit ihren Truppen wieder ab.
Erst am 18. September begannen König Sobieski und Herzog Karl V. mit der Verfolgung der geschlagenen osmanischen Streitkräfte. Da aber die Fliehenden nicht sofort verfolgt worden waren, konnten sie sich bei Párkány wieder sammeln. Entgegen den Empfehlungen von Herzog Karl V. und ohne auf weitere kaiserliche Truppen zu warten, die einen Tagesmarsch hinter den polnisch-österreichischen Truppen zurücklagen, zog König Sobieski am 7. Oktober Richtung Párkány. Der König, alle Warnungen ignorierend, vertraute den Berichten osmanischer Gefangener, dass die Garnison in Párkány nur sehr klein sei. Er wusste aber nicht, dass sich dort bereits ein 40.000 Mann starkes osmanisches Kontingent versammelt hatte, das zu großen Teilen aus Truppen bestand, die nicht an der Schlacht um Wien teilgenommen hatten.
In der sich nun entwickelnden mehrtägigen Schlacht bei Párkány geriet die von dem Starosten von Chęciny, Stefan Bidziński (etwa 1630–1703/04), kommandierte Vorhut sofort ins Gefecht und wurde fast vollständig aufgerieben (ca. 2000 Mann). Die fliehenden Reste der Avantgarde sehend, ließ der König seine Infanterie und Artillerie hinter sich und stellte sich mit nur 4000 Mann Hussaria dem zahlenmäßig überlegenen Feind entgegen. Die in aller Eile aufgebaute polnische Front war aufgrund der fehlenden Infanterie und Artillerie nicht zu halten und brach schließlich zusammen. König Sobieski wollte dennoch weiterkämpfen, woraufhin ihn die Offiziere, besonders der österreichische Feldmarschall von Dünewald, der dem polnischen König während der Schlacht treu zur Seite stand, baten, an sein Leben zu denken. Als er von einer Welle in Panik verfallener Soldateska ergriffen wurde, zog er sich vom Schlachtfeld zurück. Aus einem Bericht des polnischen Adligen und Schriftstellers Jan Chryzostom Pasek ist zu entnehmen:

„Der König kam also mit dem Heer auf gleiche Höhe mit jenen Leichen der Vorhut, gleich verließ die unseren der Mut, und da sprangen uns die Türken wie die Rasenden an. Man begann zuerst, ihnen schwachen Widerstand zu leisten. Als sie aber der Eskadron der ruthenischen Wojewoden des Kronhetmanns in den Rücken gekommen waren, da begann die Husareneskadron davonzulaufen, eine zweite nach, eine dritte, schließlich gab das ganze Heer Fersengeld, mit dem König und allen Hetmannen, alle zu ihrer großen Schande und zum Gelächter für die Deutschen. Schimpflich flohen sie eine gute Meile, bis sie sich auf die Kaiserlichen stützen konnten.“

 Nach Auflösung der polnischen Kavallerie zogen sich die Polen fluchtartig zurück. König Sobieski entkam nur mit großer Mühe dank der Hilfe seiner tatarischen Hilfstruppen unter Kommando des Lipka-Tataren Oberst Samuel Mirza Krzeczowski. Zwei Tage später, am 9. Oktober, nach erfolgter Verstärkung der polnischen Hussaria durch Infanterie, Artillerie und kaiserliche Truppen, wurden die Osmanen schließlich vernichtend geschlagen.
Am 21. Oktober eroberten die kaiserlichen Truppen und die Polen Gran. Am 25. Dezember wurde Großwesir Kara Mustafa, auf dem Rückzug in Belgrad angekommen, auf Befehl des Sultans erdrosselt. Er hatte die Schlacht um Wien trotz dreifacher Übermacht verloren. Als Dank für die Befreiung Wiens wurde in der Katholischen Kirche am 12. September das Fest Mariä Namen eingeführt.
Durch die sich anschließenden Eroberungen im Zuge des Großen Türkenkrieges in Süd-Osteuropa stieg das Haus Österreich auf Kosten des Osmanischen Reiches zur europäischen Großmacht auf.

## Spuren der osmanischen Belagerung

### Wien

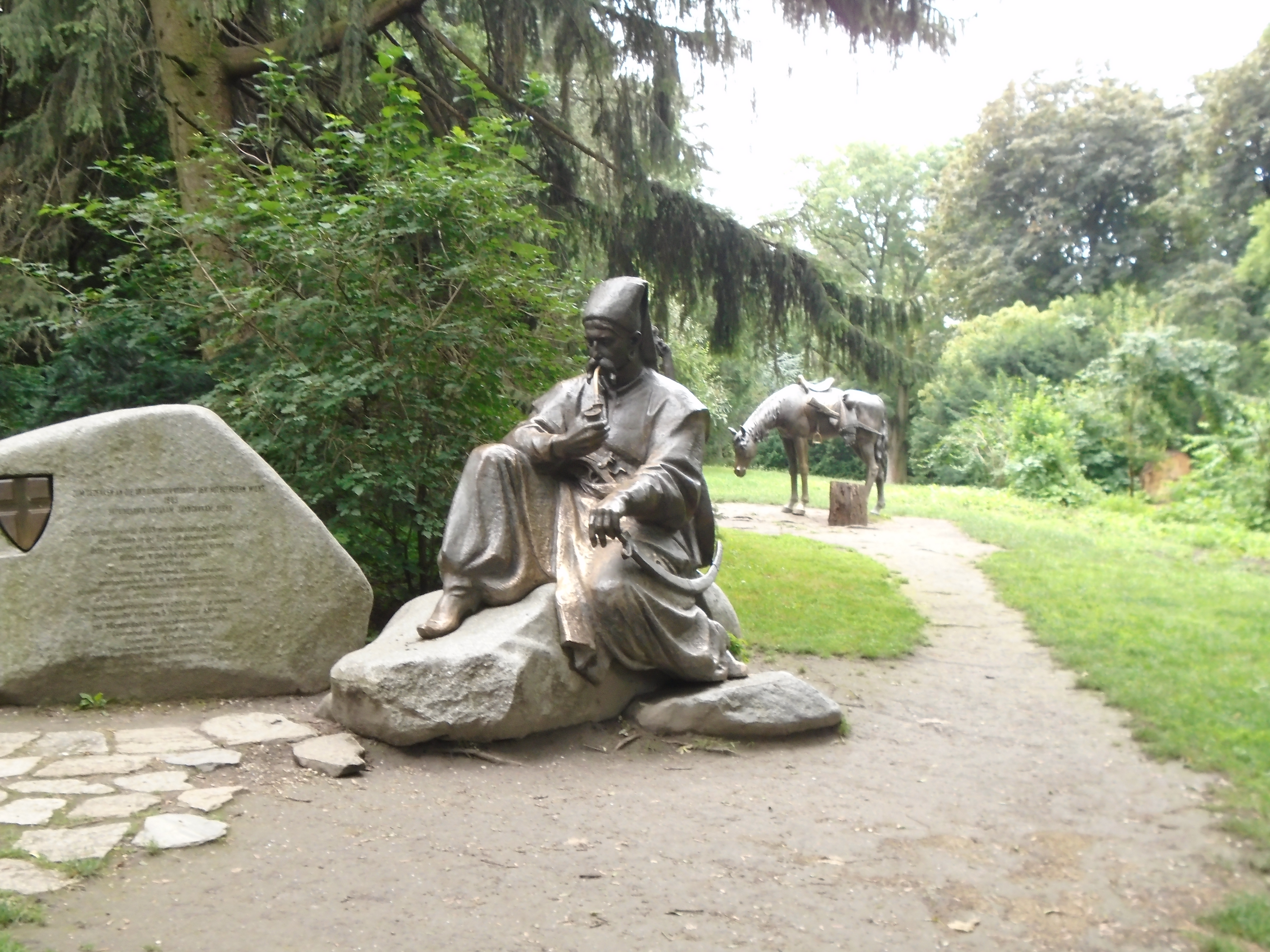
Kosakendenkmal im Wiener Türkenschanzpark

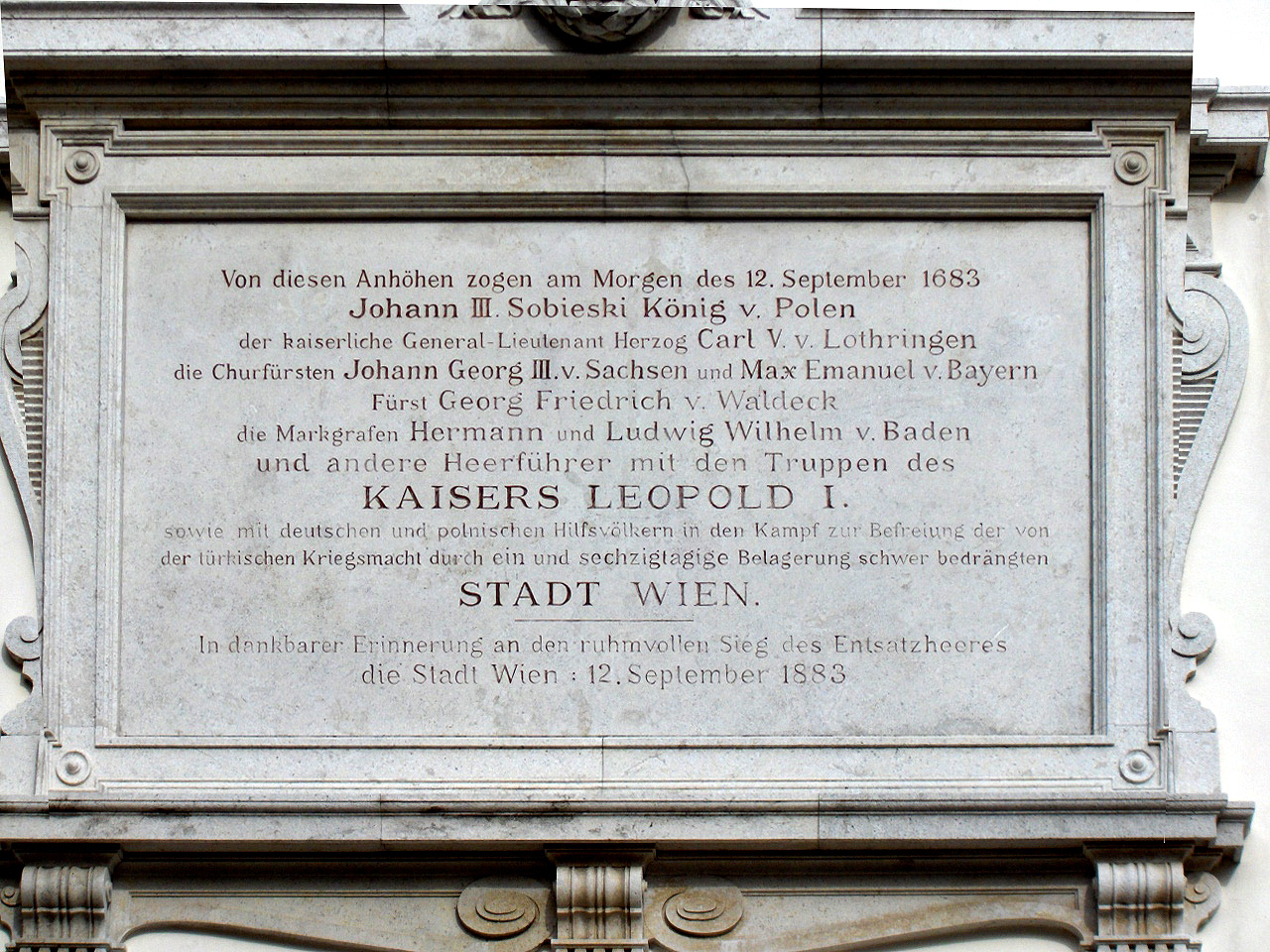
Gedenktafel am Kahlenberg

- Im Türkenschanzpark im 18. Bezirk haben sich osmanische Einheiten (unter anderem Janitscharen) besonders heftig gegen die Angriffe des Entsatzheeres zur Wehr gesetzt. Der Türkenschanzpark erinnert mit seinem Namen noch heute an dieses Gefecht, ebenso die Türkenschanzstraße in der Nähe.
- Auch im Türkenschanzpark befindet sich seit 2003 ein Kosaken-Denkmal. Es erinnert an den Anteil der ukrainischen Kosaken-Armee an der Entsatzschlacht vom 12. September 1683.[32]
- Nahe dem Türkenschanzplatz erinnert die Rimplergasse an den obersten Festungsbauer und Mineur Oberstleutnant Georg Rimpler.[15]
- Der Türkenritthof an der Hernalser Hauptstraße im 17. Bezirk erinnert an einen alten Brauch aus der Belagerungszeit, bei dem ein verkleideter „Türke“ auf einem Esel durch die Straßen paradierte.[33] Der Gemeindebau aus den 1920er Jahren ist mit einer entsprechenden Statue über dem Eingang geschmückt.[34]
- Im 9. Bezirk befindet sich die Türkenstraße.
- Die Heidenschussgasse im 1. Bezirk beherbergt die Statue eines osmanischen Janitscharen am Palais Montenuovo. Sie erinnert an eine Legende, nach der die Osmanen versuchten, an dieser Stelle die Stadtmauern unterirdisch zu sprengen, und fast Erfolg hatten. Der Legende nach wurden sie von einem Bäckergesellen aus Münster entdeckt, der die Wache alarmierte.[35]
- Aus der Bronze der zurückgelassenen Kanonen der Osmanen wurde die Pummerin, die größte Glocke des Stephansdoms, gegossen.[36]
- Weitere Gassen, Straßen, Plätze und Gebäude wurden nach markanten Personen der Belagerung benannt, wie die Graf-Starhemberg-Gasse im 4. Bezirk, die Starhemberg-Kaserne im 10. Bezirk, die Sobieskigasse und der Sobieskiplatz im 9. Bezirk. Denkmäler sind das Liebenberg-Denkmal gegenüber der Universität an der Ringstraße, das Denkmal im Stephansdom, die Gedenktafel an der wiederaufgebauten Kirche auf dem Kahlenberg usw.
- Am Gebäude Am Hof 11 hängt, vergoldet, eine Türkenkugel, die hier eingeschlagen haben soll.
- Ecke Linke Wienzeile/Morizgasse befindet sich eine Gedenktafel und das Relief „Türkischer Kanonier“ von Alois Lidauer zur Erinnerung an eine 1969 gefundene Türkenkugel.[37][38]
- In der Sterngasse 3 ist ebenfalls eine Türkenkugel eingemauert. Diese Kugel ist eine der wenigen Originalkugeln.[39]
- In der Sieveringer Straße 101 befinden sich ebenfalls Türkenkugeln eingemauert.[40]

### Andere Orte
- Das Türkenkreuz in Perchtoldsdorf.
- Die Blutgasse zum Fischertor in Hainburg an der Donau erinnert an die Verschleppung und Ermordung von 90 % der Hainburger Bevölkerung nach der Eroberung der Stadt am 12. Juli 1683.

## Museale Rezeption
Im Heeresgeschichtlichen Museum in Wien sind die Zweite Wiener Türkenbelagerung sowie die Entsatzschlacht vom 12. September 1683 ausführlich dokumentiert. Unter den Ausstellungsobjekten befindet sich u. a. ein zeitgenössisches Ölgemälde von monumentaler Größe, welches die Geschehnisse nachvollziehbar macht. Eine Planskizze ermöglicht es, sich sowohl die Belagerungssituation als auch den Schlachtenverlauf zu vergegenwärtigen. Besondere Stücke sind der Degen des Verteidigers von Wien, Graf Ernst Rüdiger von Starhemberg, nebst einem ihm zugeschriebenen Kürass. Ausgestellt ist auch eine große Anzahl an Beutestücken des osmanischen Heeres, wie mehrere Rossschweife, Reflexbögen der berüchtigten Sipahi sowie eine osmanische Standarte (Sancak-i Şerif). Eine besonders wirksame Waffe ist eine Sturmsense, eine aus drei Sensenblättern zusammengeschmiedete Verteidigungswaffe der Belagerten.

## Filmische Rezeption
Der italienisch-polnische Historienfilm Die Belagerung – September Eleven 1683 illustriert – historisch nicht immer korrekt – die Zweite Wiener Türkenbelagerung.